# European Rail Traffic Management System

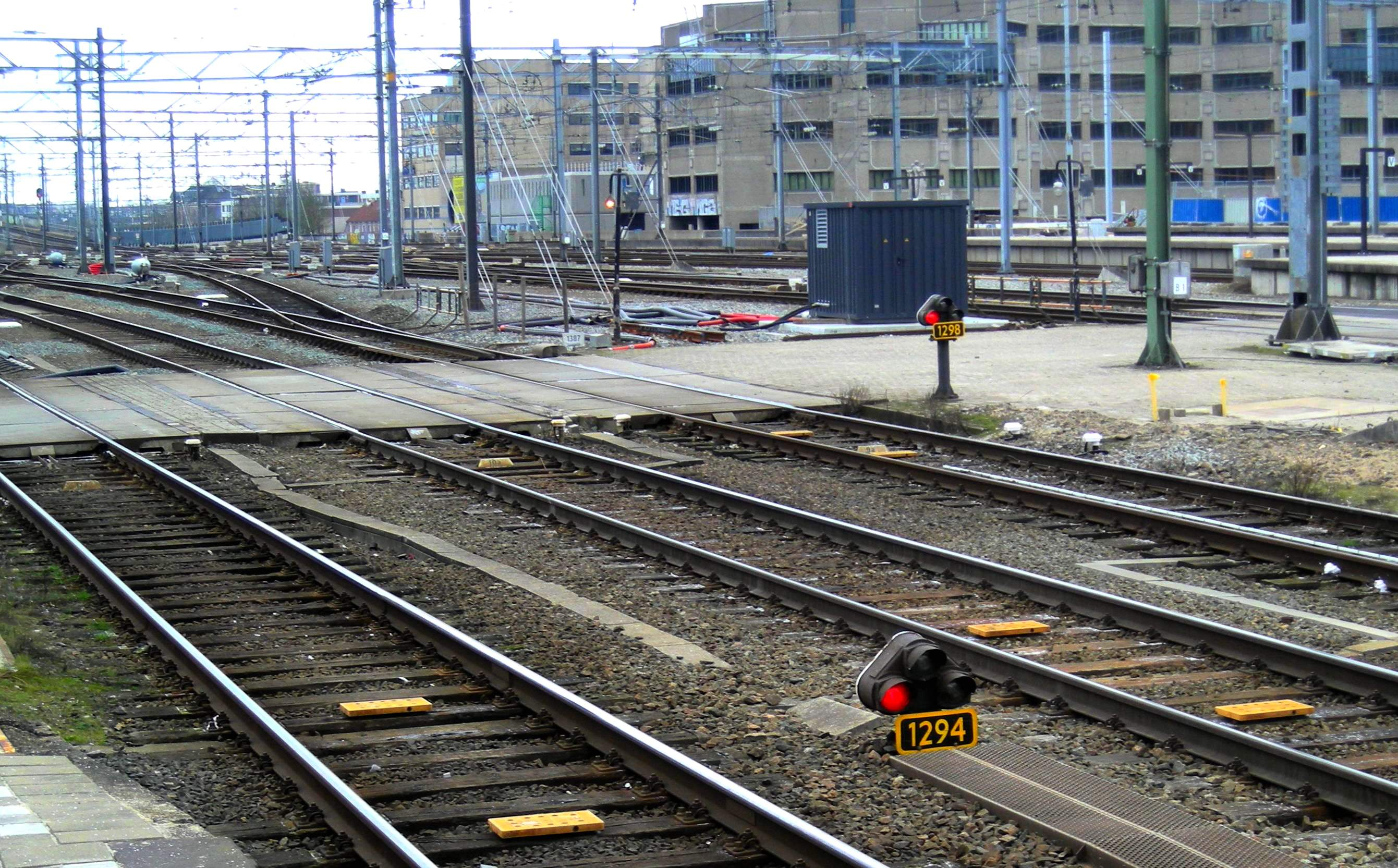
De gele bakens in het spoor zijn ERTMS-bakens ofwel eurobalises. Deze exemplaren liggen bij station Utrecht CS in de sporen 9-11 aan de noordzijde. Na het passeren van deze eurobalises start de ERTMS-treinapparatuur van treinen die van ERTMS zijn voorzien, wat nodig is voor de ERTMS-beveiliging tussen Amsterdam en Utrecht. De foto toont de situatie van maart 2013.

Het European Rail Traffic Management System (ERTMS) is een Europese specificatie voor spoorwegseinen en treinbeïnvloeding. Het is onderdeel van een project om de Europese spoorwegnetten te verbeteren, te standaardiseren en samen te smeden tot 'een Europese spoorwegruimte'.
Het ERTMS verhoogt de veiligheid van het spoorwegvervoer, staat hogere treinsnelheden toe en draagt bij aan capaciteitsverhoging van de spoorweginfrastructuur. Ook vergemakkelijkt het ERTMS het internationale spoorwegverkeer en laat het meer concurrentie toe tussen leveranciers van apparatuur voor treinbeveiliging, wat de aanschafkosten verlaagt.
De Europese Unie bereikt dit door systemen voor treinbeïnvloeding en spoorwegseinen interoperabel te maken, waardoor treinen met ERTMS-treinapparatuur van de ene fabrikant probleemloos en zonder beperkingen kunnen rijden over spoor met ERTMS-baanapparatuur van andere fabrikanten. Juridisch gezien bestaat het ERTMS dan ook uit de “technische specificatie voor interoperabiliteit van besturing en seingeving”, en uit regels voor de invoering en toepassing van deze specificatie.
De werking van het ERTMS berust op het regelmatig doorgeven van gestandaardiseerde rijtoestemmingen aan de trein. Op basis van iedere rijtoestemming bepaalt de ERTMS-computer in de trein de maximumsnelheid en de maximaal nog af te leggen afstand.
De computer bewaakt ook of de trein binnen deze maxima blijft. Als een overschrijding dreigt zorgt de computer altijd voor een tijdige remingreep.
Technisch gezien bestaat het ERTMS uit een systeem voor cabineseingeving met treinbeïnvloeding (European Train Control System, ETCS), een radiocommunicatiesysteem (Global System for Mobile communications for Railways, GSM-R) en uitvoeringsregels voor spoorverkeersleiding en exploitatie (operating rules).

## Werking
Via een bedienscherm geeft het ERTMS alle snelheidsinformatie door aan de machinist. De machinist krijgt daardoor in één oogopslag en op elk moment een duidelijk overzicht van de werkelijke snelheid van de trein, de geldende maximumsnelheid, een eventuele remopdracht en tot welke snelheid dan afgeremd moet worden. Eventuele waarschuwingen en een eventuele ingreep van de treinbeïnvloeding zijn ook zichtbaar en gaan vergezeld van geluidssignalen.

### Seingeving
Het ERTMS maakt gebruik van cabineseinen. Op wat uitzonderingen na kent het ERTMS geen baanseinen. Het ERTMS-bedienscherm in de cabine heeft ook de functie van cabinesein. Dit scherm toont onder andere een snelheidsklokje.
In de snelheidsaanwijzer van dit klokje is een eenvoudig sein te herkennen. Als de snelheidsaanwijzer grijs is mag de trein doorrijden. De maximumsnelheid wordt aangegeven met het uiteinde van een grijze band rond de buitenzijde van het snelheidsklokje. Deze band begint iets voor het streepje dat 0 km/h aangeeft en eindigt op het punt dat overeenkomt met de maximumsnelheid.
Als de snelheidsaanwijzer van het snelheidsklokje geel is moet de machinist remmen. Dan wordt ook het uiteinde van de band rond de buitenzijde van het snelheidsklokje geel. De band wordt geel vanaf het punt op de snelheidsklok dat overeenkomt met de snelheid die na het afremmen bereikt moet zijn. Het eerste deel van de band blijft grijs. Moet afgeremd worden naar stilstand, dan is de band geel vanaf het streepje dat 0 km/h aangeeft; moet afgeremd worden tot bijvoorbeeld 40 km/h, dan is de band geel vanaf het streepje dat 40 km/h aangeeft.

### Treinbeïnvloeding
Als de trein sneller rijdt dan het maximum dat het gele of grijze uiteinde van de band aangeeft, dan kleurt de snelheidsaanwijzer van het snelheidsklokje oranje. Wordt het maximum met meer dan een bepaalde veiligheidsmarge overschreden, dan wordt de snelheidsaanwijzer rood en gaat de trein automatisch remmen.

### Planningsinformatie
Rechts van het snelheidsklokje laat het ERTMS bedienscherm planningsinformatie zien die onder andere aangeeft hoe ver de trein nog mag rijden, welke maximumsnelheden komende kilometers zullen gelden en met welke helling de spoorweg stijgt of daalt, of dat de spoorweg vlak ligt. Met deze informatie kan de machinist al vooraf rekening houden met seinbeelden die op het snelheidsklokje zullen verschijnen. Hij kan bijvoorbeeld een opdracht voor het verminderen van de snelheid zien aankomen. Hij kan dan eventueel eerder en rustiger beginnen met het verminderen van de snelheid, waarmee energie bespaard wordt.

## Doel
Het doel van het ERTMS is obstakels weg te nemen voor grensoverschrijdende concurrentie, marktwerking en doelmatigheid van het spoorwegsysteem. Een obstakel voor internationaal treinverkeer is dat vrijwel elk land in Europa zijn eigen spoorwegseinen gebruikt. Om de kans te verminderen dat een trein niet remt of stopt als een sein dat aangeeft zijn er treinbeïnvloedingssystemen ontwikkeld. Op dit moment zijn er in Europa meer dan twintig verschillende treinbeïnvloedingssystemen in gebruik. Daarom moeten de machinisten die in een ander land gaan rijden een aanvullende opleiding volgen om zich de systemen van dat land eigen te maken, of moet de machinist van een grensoverschrijdende trein bij de grens afgelost worden. Een tweede obstakel is dat een aantal treinbeïnvloedingssystemen aan het eind van de levenscyclus is gekomen. Sommige treinbeïnvloedingssystemen die nu nog veel worden gebruikt zijn rond 1930 ontwikkeld. Het in Nederland veelgebruikte ATB Eerste Generatie en het in België veel gebruikte Crocodile zijn daar voorbeelden van. De veiligheidsgaranties van de oude treinbeïnvloedingssystemen zijn niet altijd meer in overeenstemming met de huidige veiligheidsnormen en de huidige intensiteit van het treinverkeer. De capaciteit en gebruiksmogelijkheden schieten tekort voor het huidige en vaak drukke spoorverkeer. De oude technieken maken het onderhoud van deze vroege systemen steeds duurder. De markt van veel systemen is erg klein geworden waardoor het voor de leverancier niet meer interessant is om in deze systemen te investeren en ze verder te ontwikkelen. Dat alles staat de verdere ontwikkeling van het spoorwegsysteem in de weg.
De Europese Unie wil met een doelmatiger spoorwegsysteem meer bijdragen aan de Europese economische ontwikkeling. Door het spoorvervoer ten opzichte van het weg- en luchtvervoer aantrekkelijker te maken kan het meer bijdragen aan de duurzaamheid van het transport in Europa. Daarom wil de Europese Unie alle systemen voor treinbeïnvloeding die niet voldoen aan de ERTMS-standaard vervangen door systemen die wel aan deze standaard voldoen.

## Het ERTMS is een specificatie
Het ERTMS is geen tastbaar product maar een specificatie. Het ERTMS is vastgelegd in de technische specificatie voor interoperabiliteit (TSI) voor besturing in seingeving en de TSI voor exploitatie en verkeersleiding. Naast deze TSI's heeft de Europese Commissie nog negen andere technische specificaties opgesteld om de spoorwegnetten van de Europese staten tot één "spoorwegruimte" samen te voegen.
Omdat het ERTMS een specificatie is kan ieder bedrijf ERTMS-apparatuur ontwikkelen en aanbieden. Concurrentie blijft dus mogelijk. ERTMS-specificaties zijn beperkt tot technische specificaties voor interoperabiliteit. Deze specificaties dwingen alleen af dat ERTMS-apparatuur interoperabel is. Leveranciers zijn vrij extra mogelijkheden in hun producten in te bouwen. Dat maakt het mogelijk om oplossingen te bieden voor specifieke omstandigheden, en biedt leveranciers de kans zich te onderscheiden met aantrekkelijke extra opties.

### Spoorwegbureau
Het Spoorwegbureau van de Europese Unie is verantwoordelijk voor het ontwikkelings- en wijzigingsproces van de specificaties van het ERTMS. Om de specificaties aan te passen voert het Spoorwegbureau overleg met de spoorwegleveranciers, de spoorwegbeheerders en de spoorwegondernemingen. Als dat leidt tot een wijzigingsvoorstel legt het spoorwegbureau die vast in een nieuwe versie van de ERTMS-specificatie. Het Spoorwegbureau legt deze versie voor aan de Europese Commissie. De Europese Commissie kan vervolgens besluiten de nieuwe specificatie vanaf een bepaalde datum verplicht te stellen.

### Versies van ERTMS-specificaties
De ERTMS-specificatie bestaat uit een reeks van documenten. Elk document heeft een versienummer. Ze worden opgesomd in een lijst. Voor de aanduiding van het versienummer van de lijst van documenten worden vier versie-aanduidingen gebruikt. Er zijn geen een-op-een-relaties tussen de versieaanduidingen.
- De SRS-versieaanduiding volgt het versienummer van het document System Requirements Specification[9] (SRS) van het ERTMS. Als bij een nieuwe versie van de ERTMS-specificatie de SRS-versie niet verandert wordt een letter aan het ERTMS-versienummer toegevoegd.
- De baselineversies beginnen met de letter B gevolgd door het eerste cijfer van het SRS-versienummer. Dan volgt de releaseaanduiding met de letter R en een opvolgend nummer. Bij een minder belangrijke wijziging van de ERTMS-specificatie wordt de letter M (maintenance) voor de releaseaanduiding geplaatst.
- De systeemversies (SV) geven inzicht in de compatibiliteit van de ETCS-baanapparatuur en -boordapparatuur.[10][11] Een system version wordt aangeduid in de vorm 'X.Y', waarbij X en Y nummers zijn.[12]

| SRS-versie | baselineversie | van kracht vanaf  | opmerking                                   | systeemversie                                  |
| ---------- | -------------- | ----------------- | ------------------------------------------- | ---------------------------------------------- |
| 2.3.0d     | B2             | 1 juni 2008       | Moet 28 september 2033 buiten gebruik zijn. | SV 1.0                                         |
| 3.4.0      | B3MR1          | 1 juli 2015       |                                             | SV 1.0; SV 1.1; SV 2.0                         |
| 3.6.0      | B3R2           | 25 juni 2016      |                                             | SV 1.0; SV 1.1; SV 2.0; SV 2.1                 |
| 4.0.0      | B4R1           | 28 september 2023 |                                             | SV 1.0; SV 1.1; SV 2.0; SV 2.1; SV 2.2; SV 2.3 |

Nieuwe versies van boordapparatuur zullen waar mogelijk achterwaarts compatibel zijn. Treinen met nieuwere versies ERTMS-boordapparatuur moeten kunnen rijden over spoorwegen met ERTMS-baanapparatuur versie SRS 2.3.0d of hoger. Andersom (voorwaarts compatibele boordapparatuur) is minder goed mogelijk.

### ERTMS-toepassingsniveaus
De versienummers van de ERTMS-specificaties staan los van de ERTMS-toepassingsniveaus, in het Engels ETCS application levels. Al vanaf de eerste versie biedt de ERTMS-specificatie meerdere toepassingsniveaus. Vanaf baseline 3 van de ERTMS-specificatie is bijvoorbeeld de ERTMS mode limited supervision (LS) formeel in de ERTMS-specificatie opgenomen, voornamelijk gebruikt bij toepassingsniveau 1 (L1LS). Over toepassingsniveaus of application levels staat hieronder meer informatie, onder het kopje "Ontwerpkeuzes, toepassingsniveaus en varianten". Treinen met ETCS-apparatuur van een bepaald toepassingsniveau kunnen rijden over spoorwegen die zijn uitgerust met apparatuur van een even hoog of lager ERTMS-toepassingsniveau.

### Klasse A- en klasse B-systemen
In de Europese regelgeving worden systemen die voldoen aan de ERTMS-specificatie aangeduid als systemen van klasse A. De systemen van klasse B zijn oudere treinbeïnvloedingssystemen die vóór 20 april 2001 in gebruik waren, en treinbeïnvloedingssystemen die vóór 1 juli 2015 in Spanje, Portugal of Ierland in gebruik waren. Het Spoorwegbureau beheert een lijst met klasse B-systemen die binnen de Europese Unie zijn toegelaten.
Vaak worden klasse A-systemen aangeduid met een algemene naam van de specificatie, dus met 'GSM-R', 'ETCS' of 'ERTMS/ETCS', en zelden met hun productnaam. Klasse B-systemen worden juist vaak met hun productnaam aangeduid, bijvoorbeeld ATB, PZB, TBL of Telerail.

### Certificering
Voordat ERTMS-apparatuur, met bijbehorende programmatuur, in gebruik genomen mag worden moet de apparatuur gecertificeerd worden door een Notified Body (NoBo). Een certificaat bewijst dat ERTMS-apparatuur voldoet aan de Europese specificatie. NoBo's voor ERTMS-apparatuur worden in Nederland aangewezen door het Ministerie van I&M.

## Het ERTMS als besturingsketen van het spoorverkeer

Besturingsketen spoorverkeer

Het ERTMS is op te vatten als een specificatie van een deel de besturingsketen van het spoorverkeer. De hiernaast afgebeelde figuur schetst dat deel van de besturingsketen.
De besturingsketen van het spoorverkeer bevat twee belangrijke informatiestromen die samen regelkringen vormen. De informatiestromen zijn:
- Besturingsinformatie. In de tekening hiernaast is de stroom van besturingsinformatie aangegeven met groene pijlen. Een voorbeeld is het doorgeven van ERTMS-rijtoestemmingen ofwel movement authority's (MA's) van de baanapparatuur naar de treinapparatuur.
- Terugkoppelingsinformatie. Daarmee kan de kwaliteit van de besturing verbeterd worden. In de tekening hiernaast is de stroom van terugkoppelingsinformatie aangegeven met rode pijlen. De ERTMS-positiemeldingen van de trein aan de baanapparatuur zijn hier een voorbeeld van.

Binnen het ERTMS zijn de onderdelen met de oranje kaders volledig gespecificeerd en verplicht gesteld met Verordening (EU) 2023/1695 van de Europese Commissie. De onderdelen met grijze kaders zijn enkel voor een klein deel gespecificeerd en daarvan is weer slechts een deel verplicht gesteld door dit besluit van de Europese Commissie.

### Spoorverkeersleiding
De spoorverkeersleiding of kortweg verkeersleiding neemt beslissingen over de treinenloop. In een situatie zonder verstoringen en zonder plotseling wegvallende of plotseling opkomende vervoersvraag voert de verkeersleiding de dienstregeling uit, in andere gevallen stuurt zij de dienstregeling bij. De beslissingen van de verkeersleiding leiden uiteindelijk, verderop in de besturingsketen, tot rijtoestemmingen aan de machinist, treinbestuurder of trein.
Voor een veilige en doelmatige besturing van het treinverkeer is het essentieel dat bekend is waar treinen zich bevinden Daarom gaat terugkoppelingsinformatie over de plaatsen waar de treinen zich bevinden niet alleen terug naar de rijwegbeveiliging, maar ook naar de verkeersleiding.
De ERTMS-specificatie wordt European Traffic Management Layer (ETML) genoemd. Dit onderdeel van de besturingsketen is maar voor een klein deel gespecificeerd.
- De specificatie voor het maken, het uitgeven en het beheer van encryptiesleutels voor de communicatie via GSM-R is verplicht gesteld door Verordening (EU) 2023/1695[1] van de Europese Commissie.
- Daarnaast bestaan er enkele standaardisatie-initiatieven voor grensoverschrijdend spoorverkeersmanagement, zoals het 'Train Information System', voorheen Europtirails, wat ondergebracht is bij de organisatie Rail Net Europe.[18]

### Bediening en stations- en blokbeveiliging
De verkeersleiding bedient seinen en wissels door rijwegen in te stellen. Een rijweg is een specifieke route van een trein over een spoor en eventuele wissels. De rijweg wordt gecontroleerd door de stations- en blokbeveiliging, ofwel de rijwegbeveiliging. Alleen als de rijweg veilig is 'stelt' de apparatuur de wissels waar nodig, legt de rijweg vast, en geeft met seinen een 'rijtoestemming' door aan de trein.

### ETCS-baanapparatuur
De ETCS-baanapparatuur 'vertaalt' de rijtoestemming van de rijwegbeveiliging in een gestandaardiseerde ERTMS-rijtoestemming, een movement authority, en verzendt deze naar de trein.

### GSM-R
GSM-R is de radioverbinding die gebruikt wordt voor spraakverbinding, de overdracht van de rijtoestemming van de baanapparatuur naar de treinapparatuur, en voor de overdracht van de positiemeldingen van de trein in de omgekeerde richting.

### ETCS-treinapparatuur
De ETCS-treinapparatuur ontvangt de rijtoestemming, berekent de bijbehorende maximumsnelheid en toont alle informatie via een scherm aan de machinist of treinbestuurder. Rijdt de treinbestuurder of machinist sneller of verder dan de rijtoestemming toelaat, dan remt de treinapparatuur de trein af.

## Ontwerpkeuzes, toepassingsniveaus en varianten

### Ontwerpuitgangspunt
Een belangrijk ontwerpuitgangspunt voor het ERTMS is om zo weinig mogelijk apparatuur voor spoorwegbeveiliging in en langs de spoorweg te plaatsen. De apparatuur voor de beveiliging wordt zoveel mogelijk bij elkaar gebracht in seinhuizen en in spoorverkeersleidingscentra enerzijds, en in de treinen anderzijds. Dat maakt grote besparingen mogelijk op de kosten van aanleg en onderhoud van spoorwegen. Er is dan ook minder tijd nodig voor aanleg en onderhoud van spoorwegen, zodat ze minder vaak en minder lang buiten dienst genomen hoeven te worden.
De ontwerpkeuze om cabineseingeving ofwel stuurpostsignalisatie te gebruiken past goed in dit ontwerpuitgangspunt. Spoorwegseinen langs de spoorweg, en hun kilometers lange kabels, zijn dan niet meer nodig. De machinist of treinbestuurder kan de rijtoestemming dan aflezen van een scherm in zijn stuurtafel. Het ligt ook voor de hand dat de treinapparatuur naleving van de cabinesignalering afdwingt. Het ERTMS heeft daarmee een geïntegreerd treinbeïnvloedingssysteem.
De ontwerpkeuze dat de communicatie tussen de trein en spoorverkeersleidingscentra alleen plaatsvindt via radioverbindingen, GSM-R, vloeit ook voort uit het ontwerpuitgangspunt. Minimalisering van apparatuur in en langs spoorwegen leidt ook weer tot minimalisering van de bekabeling langs spoorwegen. In de praktijk vormt bekabeling een grote kostenpost en is het een belangrijke storingsbron.

### Rijtoestemmingen en spoorbezettingen
Bij de communicatie tussen treinen en spoorverkeersleidingscentra gaat het om het doorgeven van rijtoestemmingen en spoorbezettingen. Dit zijn twee centrale begrippen in de spoorwegbeveiliging, en dus ook binnen het ERTMS. Veilig spoorverkeer vereist dat een trein alleen rijdt als daarvoor een rijtoestemming is gegeven. Rijtoestemmingen moeten correct zijn. Spoorverkeersleidingscentra kunnen alleen correcte, veilige rijtoestemmingen geven als duidelijk is waar alle treinen zich bevinden, dus als bekend is welke delen van het spoor bezet zijn door treinen.
Wanneer de treinapparatuur de spoorbezetting doorgeeft moet niet alleen de positie van de voorzijde van de trein doorgegeven worden, maar ook de positie van de achterzijde. Daarvoor moet niet alleen de lengte van de trein bekend zijn. Het moet ook zeker zijn dat de trein nog compleet is, en dus dat er bijvoorbeeld geen koppeling gebroken is. Voor het doorgeven van betrouwbare positiemeldingen moet apparatuur in de trein de treinintegriteit bewaken, dus bewaken of de trein niet gebroken en dus nog compleet is.

### ERTMS-toepassingsniveaus 1, 2 en 3
De verandering van het gebruik van kabelverbindingen naar het gebruik van radioverbindingen voor het doorgeven van de rijtoestemming en de treinpositie heeft grote gevolgen voor de apparatuur langs de baan en in de trein. Soms brengt dat zoveel wijzigingen en kosten met zich mee dat het niet haalbaar is om het ERTMS in een enkele stap in te voeren. Daarom heeft de Europese Commissie de 'toepassingsniveaus' 1, 2 en 3 vastgelegd, waardoor het mogelijk is om ERTMS stapsgewijs in te voeren. In plaats van 'toepassingsniveau' gebruikt men in Nederland vaak het Engelse woord level, als verkorting van application level. De ERTMS-toepassingsniveaus geven de spoorbeheerders en -vervoerders de mogelijkheid om het toepassingsniveau te kiezen dat het best past bij hun situatie.
Hoe meer de rijtoestemmingen en de spoorbezettingen doorgegeven worden via radioverbindingen, hoe hoger het toepassingsniveau en hoe beter de mogelijkheden van het ERTMS benut worden. En hoe hoger het toepassingsniveau is, hoe minder baanapparatuur nodig is. In de eindsituatie zijn in de spoorweg alleen eurobalises aanwezig, eurobakens, op basis waarvan de trein zijn positie kan bepalen.
Een vergelijking van de drie toepassingsniveaus van ERTMSstaat in de tabel hieronder.
| ERTMS-toepassingsniveau | De rijtoestemming (MA) wordt doorgegeven via | De spoorbezetting (TO) wordt doorgegeven met                           |
| 1                       | Kabels langs de spoorweg en eurobalises      | Baangebonden apparatuur voor treindetectie en kabels langs de spoorweg |
| 2                       | GSM-R                                        | Baangebonden apparatuur voor treindetectie en kabels langs de spoorweg |
| 3                       | GSM-R                                        | GSM-R                                                                  |
| ----------------------- | -------------------------------------------- | ---------------------------------------------------------------------- |

Het ERTMS is toepasbaar in veel varianten en kan daardoor flexibel worden aangepast aan een bestaande situatie. Het is ook mogelijk de invoering te beginnen met het in gebruik nemen van een aantal ERTMS-componenten en later een volgende stap te zetten in de invoering van het ERTMS. Hieronder staat een overzicht van toepassingsniveaus en varianten.

#### Toepassingsniveau 1

ERTMS-toepassingsniveau 1

- Een LEU (line side electronic unit) leest de rijtoestemming af van de rijwegbeveiliging (IXL). De LEU geeft de rijtoestemming (MA)[noot 6] door aan de eurobalises. Eurobalises zijn bakens in het spoor die als transponder werken. De trein heeft een antenne voor het aflezen van de rijtoestemming van eurobalises. De rijtoestemming loopt via de groene lijn van het seinhuis naar de trein.

Wanneer een trein aan het eind van een rijtoestemming stilstaat is de trein gewoonlijk niet in staat een nieuwe rijtoestemming via een eurobalise te ontvangen, omdat de antenne daarvoor precies boven de eurobalise zou moeten staan. De trein wacht dan juist vóór de eurobalise en vóór het einde van de rijtoestemming. Op deze plaatsen zijn euroloops (kabellussen van enkele tientallen meters) in het spoor aangebracht. Via een euroloop kan het signaal worden gegeven dat de volgende eurobalise een nieuwe rijtoestemming zal geven. Op basis van de nog geldende rijtoestemming rijdt de trein tot over de dan volgende eurobalise en ontvangt bij het passeren daarvan de rijtoestemming.
In plaats van euroloops is het mogelijk seinen langs de baan of GSM-R te gebruiken.
- De treinbeïnvloeding van de ETCS-treinapparatuur is volledig geïntegreerd met de cabineseingeving en bewaakt of de opgelegde maximumsnelheden en de maximaal af te leggen afstanden niet worden overschreden en voorkomt overschrijding met een tijdige remingreep als dat nodig is.
- De plaats van de trein (spoorbezetting TO)[noot 7] wordt gedetecteerd met baanapparatuur zoals spoorstroomlopen en assentellers. De informatie over de spoorbezetting loopt via de rode lijn naar de rijwegbeveiliging of interlocking (IXL) in het seinhuis.

Bij ERTMS-toepassingsniveau 1 ligt het voor de hand dit niveau te combineren met spoorwegseinen langs de baan. Dan kan de LEU de rijtoestemming ook van de seinen aflezen. Het voordeel van de combinatie van het ERTMS met bestaande spoorwegseinen en een bestaand treinbeïnvloedingssysteem is dat in dit geval treinen met ERTMS-apparatuur en treinen met bestaande treinbeïnvloedingsapparatuur door elkaar gebruikt kunnen worden. Een dergelijke combinatie wordt 'dual signalling' genoemd.

#### Toepassingsniveau 2

ERTMS-toepassingsniveau 2

- De rijtoestemming loopt via de groene lijn van het seinhuis naar de trein. Een RBC (radio block centre) ontvangt de rijtoestemming van de rijwegbeveiliging ofwel interlocking (IXL). Het RBC houdt precies bij waar welke trein zich bevindt,[noot 8] om er zeker van te zijn dat iedere rijtoestemming naar de juiste trein gaat. Het RBC geeft de rijtoestemming (MA)[noot 6] met GSM-R door aan de trein.
- De treinbeïnvloeding van de ETCS-treinapparatuur is volledig geïntegreerd met de cabineseingeving en bewaakt of de opgelegde maximumsnelheden en de maximaal af te leggen afstanden niet worden overschreden en voorkomt overschrijding met een tijdige remingreep als dat nodig is.
- De trein geeft de positie van zijn voorzijde met GSM-R door aan het RBC. Deze positiemelding bevat geen garantie dat de trein niet gebroken is en daarom is de positiemelding niet bruikbaar voor de rijwegbeveiliging ofwel interlocking (IXL). De volledige spoorbezetting (TO)[noot 7] wordt daarom ook door baanapparatuur, zoals spoorstroomlopen en assentellers, gedetecteerd en aan de rijwegbeveiliging (IXL) in het seinhuis doorgegeven.

#### Toepassingsniveau 3

ERTMS-toepassingsniveau 3

- De rijtoestemming loopt via de groene lijn van het seinhuis naar de trein. Een RBC (radio block centre) ontvangt de rijtoestemming van de rijwegbeveiliging ofwel interlocking (IXL). Het RBC houdt precies bij waar welke trein zich bevindt, om er zeker van te zijn dat iedere rijtoestemming naar de juiste trein gaat. Het RBC geeft de rijtoestemming (MA)[noot 6] met GSM-R door aan de trein.
- De treinbeïnvloeding van de ETCS-treinapparatuur is volledig geïntegreerd met de cabineseingeving en bewaakt of de opgelegde maximumsnelheden en de maximaal af te leggen afstanden niet worden overschreden en voorkomt overschrijding met een tijdige remingreep als dat nodig is.
- De spoorbezettingsinformatie loopt via de rode lijn van de trein naar het seinhuis. De trein geeft de volledige spoorbezetting (TO)[noot 7] van de trein met GSM-R door aan het RBC. Om er zeker van te zijn dat de trein niet is gebroken, is er in de trein apparatuur aanwezig die de compleetheid van de trein bewaakt. In de tekening is dit aangegeven met TIM. TIM is de afkorting van train integrity monitoring.

### ERTMS-toepassingsniveaus 0 en NTC
De systeemvereisten van het ERTMS noemen vijf toepassingsniveaus. Naast de drie niveaus die genoemd worden in Verordening (EU) 2023/1695 van de Europese Commissie kennen de systeemvereisten ook toepassingsniveau 0 en toepassingsniveau NTC (national train control). De toepassing van deze niveaus maakt de invoering van het ERTMS in veel gevallen gemakkelijker.

#### Toepassingsniveau 0

ERTMS-toepassingsniveau 0

Toepassingsniveau 0 maakt het mogelijk dat een trein met ERTMS-treinapparatuur over een traject zonder ERTMS-apparatuur rijdt. Omdat dit niveau geen treinbeïnvloeding biedt is het eigenlijk alleen geschikt voor incidenteel gebruik.
- De machinist of treinbestuurder leest de rijtoestemming (MA)[noot 6] af van seinen langs de baan.
- Treinbeïnvloeding is afwezig omdat er geen ERTMS-baanapparatuur in het spoor ingebouwd is. Er is dus ook geen klasse B-treinbeïnvloedingssysteem[noot 10] aanwezig.
- De spoorbezetting (TO)[noot 7] wordt gedetecteerd met baanapparatuur zoals spoorstroomlopen en assentellers.

#### Toepassingsniveau NTC

ERTMS-toepassingsniveau NTC

Vaak is het nodig dat treinen met ERTMS-treinapparatuur ook kunnen rijden over spoorwegen die met een nationaal treinbeïnvloedingssysteem van klasse B beveiligd zijn. Treinen moeten dan uitgerust zijn met ERTMS en met het nationale treinbeïnvloedingssystemen. In sommige is het mogelijk om met een STM (specific transmission module) informatie voor treinbeïnvloedingssystemen van klasse B om te zetten naar informatie die overeenkomt met ERTMS-treinapparatuur. Voor Nederland is een specificatie van STM-ATBEG beschikbaar die geschikt is voor ATB EG. Voor ATB NG wordt vanaf 13 januari 2022 de STM-ATBNG specificatie opgesteld.
- De treinbestuurder of machinist leest de rijtoestemming (MA)[noot 6] af van seinen langs de baan.
- Toepassingsniveau NTC[noot 9] biedt dezelfde bescherming als het overeenkomstige treinbeïnvloedingssysteem van klasse B.
- De spoorbezetting (TO)[noot 7] wordt gedetecteerd met baanapparatuur zoals spoorstroomlopen en assentellers.

### Meer ERTMS-toepassingsniveaus en varianten
In de praktijk ontstond behoefte aan nog meer toepassingsniveaus en varianten.

#### Reverse STM

Reverse STM

In sommige gevallen is het mogelijk met aanvullende treinapparatuur ERTMS-informatie om te zetten naar informatie voor een treinbeïnvloedingssysteem van klasse B. Dit is reverse STM. Reverse STM wordt meestal met ERTMS-toepassingsniveau 1 gecombineerd, maar combinatie met ERTMS-toepassingsniveau 2 is ook mogelijk.
Door reverse STM in te bouwen in treinen met klasse B treinapparatuur kunnen deze over met ERTMS beveiligde spoorwegen rijden.
- De rijtoestemming (MA)[noot 6] wordt door ERTMS-baanapparatuur aan de trein doorgegeven.
- Treinen hebben een treinbeïnvloedingssysteem van klasse B.
- De spoorbezetting (TO)[noot 7] wordt gedetecteerd met baanapparatuur zoals spoorstroomlopen en assentellers.

#### ERTMS Regional

ERTMS Regional

ERTMS Regional werd eerder ERTMS Low Cost genoemd en kan gezien worden als een variant van ERTMS-toepassingsniveau 3.
Het is ontwikkeld voor regionale lijnen met weinig treinverkeer. ERTMS Regional vergt minder baanapparatuur en bekabeling en is onder andere daardoor goedkoper in aanleg dan andere ERTMS-varianten. Het biedt ook minder capaciteit, maar voldoende voor regionale spoorlijnen. Sommige fabrikanten bieden de mogelijkheid om wissels, overwegen en dergelijke te bedienen via GSM-R, wat nog meer op bekabeling bespaart. Volledige GSM-R-dekking is niet vereist.
- De rijtoestemming wordt via de groene lijn van het seinhuis aan de trein doorgegeven. Een RBC (radio block centre) ontvangt de rijtoestemming van de rijwegbeveiliging ofwel interlocking (IXL). Het RBC houdt precies bij waar welke trein zich bevindt,[noot 8] om er zeker van te zijn dat iedere rijtoestemming naar de juiste trein gaat. Het RBC geeft de rijtoestemming (MA)[noot 6] met GSM-R door aan de trein.
- De treinbeïnvloeding van de ETCS-treinapparatuur is volledig geïntegreerd met de cabineseingeving en bewaakt of de opgelegde maximumsnelheden en de maximaal af te leggen afstanden niet worden overschreden en voorkomt overschrijding met een tijdige remingreep als dat nodig is. Echter, de cabineseingeving en treinbeïnvloeding werkt niet voor eventuele beperkingen die aangegeven worden met seinen of borden langs de baan, omdat die beperkingen niet in de ETCS-treinapparatuur bekend zijn.
- De trein geeft de volledige spoorbezetting (TO)[noot 7] van de trein met GSM-R door aan het RBC. Er moet zekerheid zijn dat de trein niet is gebroken. Voor zover er met motorwagens wordt gereden is de treinintegriteit vrijwel een gegeven, zodat de spoorbezetting (TO) op het vereiste beveiligingsniveau kan worden afgeleid van de positie van de voorzijde van de trein. De treinintegriteit van treinen die uit meerdere rijtuigen of wagons bestaan wordt bewaakt op basis van procedures.

#### Limited supervision

ERTMS-toepassingsniveau 1 limited supervision

Limited supervision wordt afgekort als LS. Rijtoestemmingen komen niet alleen via ETCS-baanapparatuur, maar ook via laterale seinen (seinen langs de spoorweg).Het seinbeeld van deze seinen is niet altijd bekend in de ETCS-baan- of -treinapparatuur. De machinist of treinbestuurder moet dus zelf op de laterale seinen letten en er naar handelen. De bescherming die de treinbeïnvloeding biedt werkt alleen voor seinen die bekend zijn in de ETCS-treinapparatuur.
In Zwitserland en België gebruikt men op een deel van de spoorlijnen ERTMS toepassingsniveau 1 LS als tussenstap bij het invoeren van ERTMS. Deze tussenstap voorkomt dat bestaande beveiligingsapparatuur vervroegd moet worden afgeschreven. Limited supervision is in principe ook mogelijk in de toepassingsniveaus 2 en 3, maar die combinatie wordt tot nu toe niet toegepast. Strikt genomen is Limited Supervision een van de ETCS-modi.
- De rijtoestemming loopt via de groene lijn van het seinhuis naar de trein. De rijtoestemming (MA)[noot 6] wordt door ERTMS-baanapparatuur (LEU's en eurobalisies) aan de trein doorgegeven, én door seinen langs de baan.
- De treinbeïnvloeding van de ETCS-treinapparatuur is volledig geïntegreerd met de cabineseingeving en bewaakt of de opgelegde maximumsnelheden en de maximaal af te leggen afstanden niet worden overschreden en voorkomt overschrijding met een tijdige remingreep als dat nodig is. Echter, de cabineseingeving en treinbeïnvloeding werkt niet voor beperkingen die alléén aangegeven worden met seinen of borden langs de baan en dus niet in de ETCS-treinapparatuur bekend zijn.
- De plaats van de trein (spoorbezetting TO)[noot 7] wordt gedetecteerd met baanapparatuur zoals spoorstroomlopen en assentellers. De informatie over de spoorbezetting loopt via de rode lijn naar de rijwegbeveiliging ofwel interlocking (IXL) in het seinhuis.

#### Packet 44

ERTMS packet 44

'Packet 44' is een extra mogelijkheid die de baanapparatuur van ERTMS-toepassingsniveau 1 biedt. Hierbij kunnen eurobalises behalve ERTMS-conforme informatie ook informatie voor een treinbeïnvloedingssysteem van klasse B naar de trein zenden. In deze variant is de informatie voor het treinbeïnvloedingssysteem van klasse B 'ingepakt' in ERTMS-informatie. De ingepakte boodschappen worden binnen de ERTMS specificaties aangeduid met 'packet 44'.
Als een spoorweg met ERTMS-toepassingsniveau 1 is beveiligd en de eurobalises packet 44 boodschappen uitzenden, dan is deze spoorweg ook geschikt voor treinen met treinbeïnvloedingsapparatuur van klasse B als zij een antenne hebben voor eurobalises, of voor transponders die sterk op eurobalises lijken.
In Zwitserland wordt packet 44 toegepast om treinen zonder ERTMS te laten rijden op spoorwegen die zijn beveiligd met ERTMS L1LS. In België wordt packet 44 toegepast om boodschappen van het systeem TBL 1+ aan de trein door te geven.
- De rijtoestemming (MA)[noot 6] wordt door ERTMS-baanapparatuur (LEU's en eurobalisies) aan de trein doorgegeven in de vorm van packet 44-boodschappen.
- Treinen hebben een treinbeïnvloedingssysteem van klasse B.
- De plaats van de trein (spoorbezetting TO)[noot 7] wordt gedetecteerd met baanapparatuur zoals spoorstroomlopen en assentellers.

### Combinaties van ERTMS-toepassingsniveaus en -varianten
Het is mogelijk om treinen met verschillende ERTMS-toepassingsniveaus gemengd op dezelfde lijn te laten rijden. Er is bijvoorbeeld gemengd treinverkeer mogelijk van treinen met treinintegriteitsbewaking die in ERTMS-toepassingsniveau 3 rijden, en treinen zonder treinintegriteitsbewaking die in ERTMS-toepassingsniveau 2 rijden. Een ander voorbeeld is een station waarop treinen arriveren die afkomstig zijn van een spoorweg met ERTMS-toepassingsniveau 1, én treinen van een spoorweg met ERTMS-toepassingsniveau 2. Ook 'dual signalling' is bijvoorbeeld mogelijk; dat is gemengd gebruik van een lijn door treinen met ERTMS-boordapparatuur en treinen met een nationaal treinbeveiligingssysteem, zoals de combinatie van lichtseinen met ATB.

Gemengd treinverkeer met treinen in ERTMS-toepassingsniveau 2 en niveau 3

Bij gemengd treinverkeer in ERTMS-toepassingsniveau 2 en niveau 3 is de volgafstand (headway) tussen treinen afhankelijk van het ERTMS-toepassingsniveau van de trein die gevolgd wordt.
- Treinen die in ERTMS-toepassingsniveau 3 rijden geven zelf de positie van hun achterzijde door. De minimale volgafstand voor een volgende trein wordt bepaald door de remweg en een veiligheidsmarge.
- Van treinen die in ERTMS-toepassingsniveau 2 rijden wordt de positie van de achterzijde door de baanapparatuur bepaald, door detectiepunten zoals assentellers. De minimaal bruikbare volgafstand voor een volgende trein wordt bepaald door de remweg, een veiligheidsmarge én de afstand tussen de twee verst uit elkaar gelegen detectiepunten.

Dit verschil in volgafstand wordt kleiner naarmate er meer detectiepunten in het spoor liggen. Vergroting van het aantal detectiepunten aan het begin en aan het einde van een traject heeft het meeste effect. Als de detectiepunten daar zo'n 200 meter uit elkaar liggen is er geen verschil in volgafstand meer.

## Geschiedenis en ontwikkeling van het ERTMS

### De start: politiek en regelgeving
In december 1989 besloot de toenmalige Eurocommissaris van transport, de Belgische Karel Van Miert, de problemen van het Europese spoorverkeer te onderzoeken die veroorzaakt worden door de onderling sterk verschillende signaleringssystemen en treinbeïnvloedingssystemen in Europa.
In 1993 werd interoperabiliteitsrichtlijn 96/48/EG van kracht. Deze richtlijn maakte het mogelijk om technische specificaties voor interoperabiliteit (TSI's) verplicht te stellen. Zo kan gewaarborgd worden dat (treinbeveiligings)systemen van verschillende fabrikanten met elkaar samen kunnen werken.
In 1995 werd de ERTMS Users Group (EUG) gevormd, een Europees economisch samenwerkingsverband (EESV), waarin een groot aantal Europese spoorwergbeheerders zich hebben verenigd. Vanaf de oprichting richt de EUG zich op de technische aspecten rondom implementatie, onderhoud en evolutie van ERTMS.
In 1998 werd de UNISIG gevormd, een organisatie waarin de leveranciers van spoorwegbeveiligingssystemen deelnemen. Doel van de UNISIG is het schrijven van de ERTMS technische specificaties op voldoende gedetailleerd niveau.

### Versie 1 (class 1 SRS) van het ERTMS
De UNISIG presenteerde op 25 april 2000 de ERTMS-specificatie 'class 1 SRS'. De specificaties van het ERTMS werden steeds aangevuld en herzien om beter tegemoet te komen aan de behoeften van spoorwegondernemers en spoorwegbeheerders.

### ERTMS-specificaties eerst verplicht voor hogesnelheidslijnen
De ERTMS-specificaties zijn sinds november 2002 verplicht voor alle hogesnelheidslijnen in Europa die nieuw worden aangelegd of waarvan de beveiliging wordt vervangen. Ook vanaf dat moment geldt dat alle nieuwe treinbeïnvloedingssystemen aan de ERTMS-specificaties moeten voldoen. Het toepassingsgebied van de TSI’s wordt geleidelijk uitgebreid tot het gehele spoorwegsysteem in de Europese Unie.
In 2004 werd het Europese Spoorwegbureau opgericht, dat de taak kreeg om de specificaties van het ERTMS verder te ontwikkelen in samenspraak met de leveranciers van spoorwegbeveiligingssystemen en de spoorwegmaatschappijen.

### Versie 2 (SRS 2.0.0) van het ERTMS
Op 25 april 2005 werden de technische en functionele specificaties van het ERTMS aangeboden aan toenmalige Eurocommissaris van transport Loyola de Palacio. Deze specificaties zijn vastgelegd als SRS 2.0.0, ofwel de eerste baseline-2-specificatie van het ERTMS.
Op 17 maart 2005 sloten de Europese Commissie, de leveranciers van spoorwegbeveiligingssystemen en de spoorwegmaatschappijen het eerste memorandum van overeenstemming dat in het kader van het trans-Europese netwerk voor transport (TEN-T) zes 'prioritaire corridors' aangewezen zouden worden waarop ERTMS van begin tot eind geïnstalleerd zou worden. De Europese Commissie kon deze corridors al in 2006 vaststellen. In dit kader werd besloten het ERTMS te installeren op de Betuweroute, die deel uitmaakt van de Rhine-Alpine corridor van Rotterdam naar Genua (stad). Ook in 2006 werd een verbod van kracht op het wijzigen van klasse B systemen als ATB, PZB en TBL, tenzij het gaat om het wegwerken van aan het licht gekomen veiligheidsgebreken.
Op 23 april 2008 stelde de Europese Commissie versie SRS 2.3.0d. van de ERTMS-specificatie vast. De vaststelling van een nieuwe ERTMS-specificatie maakte het meestal noodzakelijk om nieuwe programmatuurversies te installeren. Om dat te ondervangen spraken het Europees Spoorwegbureau en de Europese spoorwegorganisaties bij de vaststelling van ERTMS-versie 2.3.0d in een tweede memorandum van overeenstemming voornemens uit over compatibiliteit van ERTMS-implementaties op basis van de SRS 2.3.0d specificatie.
Op 22 juli 2009 stelde de Europese Commissie het Europese implementatieplan vast. Vóór deze datum hadden alle lidstaten een invoeringsplan of -strategie bekendgemaakt. Op hetzelfde moment besloot de Europese Commissie dat alle treinen besteld na 1 januari 2012 of geleverd na 1 januari 2015 voorzien moeten zijn van ERTMS-treinapparatuur, overigens met een uitzonderingsmogelijkheid voor treinen die uitsluitend bedoeld zijn voor binnenlands gebruik.

### Versie 3 (baseline 3) van het ERTMS
In 2012 stelde de Europese Commissie de eerste versie van de baseline-3-specificatie vast, SRS 3.3.0. De Europese Commissie, het spoorwegbureau en de spoorsector kwamen in een derde memorandum van overeenstemming overeen om consequent na te streven dat bestaande ERTMS-apparatuur en -programmatuur niet vervangen hoeft te worden als een nieuwe versie van de ERTMS-specificaties van kracht wordt. Daarmee werden de garanties voor achterwaartse compatibiliteit tot en met versie 2.3.0d werkbaarder en meer realistisch. De SRS 3.3.0 is in 2014 vervangen door de SRS 3.4.0 en in 2016 door SRS 3.6.0.
Tijdens de spoorwegvakbeurs InnoTrans presenteerde Alstom in 2014 als eerste een commerciële versie van ERTMS-toepassingsniveau 3. Treinen kunnen hiermee veilig dichter op elkaar rijden op basis van de beschikbare remweg in plaats van op basis van vaste blokken (moving block of glijdende blokken). Dit is mogelijk doordat treinen zeer regelmatig zelf doorgeven welk deel van een traject zij bezet houden en daarbij ook voldoende zekerheid bieden dat de trein niet is gebroken, en dus geen rijtuigen, wagons of treindelen op de spoorweg achterblijven. Ook maakte het bedrijf bekend, na Bombardier, als tweede een commerciële versie van ERTMS Regional te bieden.

### ERTMS-specificaties verplicht voor landen met breedspoor
Vanaf 1 juli 2015 geldt de invoeringsverplichting voor het invoeren van het ERTMS ook voor landen die een breder spoor hebben dan de normale spoorwijdte, dus voor enkele Oost-Europese landen, Finland, Ierland en het Iberisch Schiereiland.
In 2016 verandert de naam van het Europees Spoorwegbureau in Spoorwegbureau van de Europese Unie. Ook neemt het spoorwegbureau een aantal bevoegdheden over van nationale organen, zoals het verstrekken van vergunningen om voertuigen op de EU-markt te brengen, het verstrekken van veiligheidscertificaten aan spoorwegondernemingen die in de hele EU gelden, en de keuring van ERTMS-toepassingen.
Op 14 juni 2016 werd naast de twee al bestaande versies van de ERTMS-specificaties een derde toegevoegd, ERTMS versie 3.6.0. Enkele nieuwe mogelijkheden van deze versie zijn:
- Het vergroten van de capaciteit van GSM-R door gebruik van GPRS.
- Toevoeging van public key infrastructure (PKI) voor online beheer van de berichtenversleuteling (key management) van de ERTMS/ETCS-berichten die via bakens en/of GSM-R worden verzonden.
- Verhelderde certificatieprocedure voor betere compatibiliteit van baan- en treingebonden apparatuur.
- Verbetering van de ERTMS-beeldscherminterface (DMI).

Op 20 september 2016 kwam de Europese spoorsector een vierde memorandum van overeenstemming overeen over de samenwerking bij de verdere ontwikkeling van het ERTMS en het verminderen van (nationale en uiteenlopende) regels. Op 5 januari 2017 werd dit vervolgd met een nieuwe versie van het invoeringsplan.

### De ontwikkeling van de interoperabiliteit
Interoperabiliteit is, naast veiligheid en toekomstvastheid, de belangrijkste belofte van het ERTMS. De eerste stap in het bereiken van interoperabiliteit was aan te tonen dat de industrie daadwerkelijk in staat was hun producten zodanig te specificeren en fabriceren dat het mogelijk was dat treinen met ERTMS-apparatuur van de ene fabrikant kunnen rijden over een spoorweg met ERTMS-apparatuur van een andere fabrikant. Dit werd aangetoond in een aantal praktijkproeven, onder andere:
- ERTMS-toepassingsniveau 1 werd beproefd in november 1999 op het traject Wenen – Budapest. Hier werden de eerste prototypen van Ansaldo, Alstom en Alcatel beoordeeld op hun samenwerking op het deel Oostenrijkse Wenen – Nickelsdorf.
- ERTMS-toepassingsniveau 2 werd beproefd in 2000 op een veertig kilometer lang hoofdlijntraject tussen Berlijn en Halle / Leipzig in Duitsland, op het deel Jüterborg – Halle.
- Hetzelfde gebeurde ook op een zeventig kilometer lang traject van een hogesnelheidslijn tussen Arezzo en Firenze in Italië.

In 2008 werd een belangrijke mijlpaal bereikt toen de spoorwegindustrie en het Spoorwegbureau in een memorandum van overeenstemming overeenkwamen dat oudere ERTMS-implementaties zoveel mogelijk compatibel gemaakt zouden worden met ERTMS versie SRS 2.3.0d. De compatibiliteit van ERTMS-toepassingen van uiteenlopende situaties in de praktijk is echter moeizaam gebleken, onder andere omdat leveranciers, afnemers en de nationale controleurs van ERTMS-apparatuur steeds genoegen namen met afwijkingen van de ERTMS-specificaties. De Europese rekenkamer bracht dit in 2017 helder in beeld. Al eerder, in 2016, werd onder andere om deze reden besloten om (vanaf 2019) het Spoorwegbureau van de Europese Unie als enige de taak te geven om conformiteitsverklaringen uit te geven van ERTMS-toepassingen, en deze bevoegdheden weg te halen bij nationale organisaties.

### De ontwikkeling van de radiocommunicatie
Het ERTMS maakt gebruik van radiocommunicatie. GSM was de meest veelbelovende radiocommunicatietechniek in de tijd dat ERTMS gespecificeerd werd, wat leidde tot de ontwikkeling van GSM-Rail, vaak aanduid als GSM-R. Inmiddels is duidelijk dat GSM aan de grens van zijn mogelijkheden zit als ERTMS wordt toegepast bij intensief en omvangrijk treinverkeer. Ook is geconstateerd dat radiocommunicatietechnieken die ook in de toekomst ruimschoots voldoen aan de toekomstige eisen van het ERTMS nu nog in ontwikkeling zijn. Om deze redenen wordt ERTMS geschikt gemaakt om met meerdere radiocommunicatietechnieken te kunnen werken. Een eerste kleine stap is dat er nu, naast GSM-R over Circuit Switched Data (CSD), ook een specificatie beschikbaar is voor GSM-R over General Packet Radio Service (GPRS).
Een 'Future radio mobile communication system (FRMCS) is in studie.

### Ontwikkeling van de rijwegbeveiliging
Binnen het ERTMS is de rijwegbeveiliging of interlocking nog niet geharmoniseerd. Er is inmiddels wel een Europees begrippenkader voor rijwegbeveiliging en een specificatie van algemene principes voor rijwegbeveiliging. Dat is het resultaat van de projecten Euro-Interlocking, dat liep van 1999 tot 2006, en Integrated European Signalling System (INESS), dat werd afgesloten in 2012. Het project INESS is vanaf 2014 voortgezet in het project European Initative to Linking Interlocking Systems (EULYNX), dat specificaties voor het koppelvlak met de rijwegbeveiliging heeft opgeleverd. Het maken van een referentiearchitectuur voor rijwegbeveiliging is een volgend doel.

### Versie 4 (baseline 4) van het ERTMS
Op 28 september 2023 werd een nieuwe versie van technische specificatie inzake interoperabiliteit van de subsystemen besturing en seingeving van kracht. Belangrijke nieuwe mogelijkheden van baseline 4 zijn de specificaties voor de nieuwe radiocommunicatie FRMCS en voor automatische treinbesturing.  Toevoegingen en verbeteringen in baseline 4 zijn:
- Verbetering van de radiocommunicatie.
- Snelheidsregulering en energiemanagement.
- Automatische treinbesturing (Engels: automatic train operation, ATO).
- Verbetering van de gegevensbeveiliging.

## Invoering van het ERTMS
Het ERTMS wordt wereldwijd gebruikt. Uitzonderingen zijn China en de Verenigde staten, die een vergelijkbaar eigen systeem verplicht gesteld hebben. Van de totale hoeveelheid kilometers spoorweg met ERTMS ligt ongeveer 50% in Europa. Van het totaal aantal locomotieven en treinstellen dat met ERTMS is uitgerust is ongeveer 70% Europees.
De invoering van het ERTMS binnen de Europese Unie wordt zowel op nationaal niveau als op Europees niveau gecoördineerd. De Europese Commissie geeft voorrang aan een Europees netwerk van spoorwegen, waarbij de aandacht vooral uitgaat naar goederenlijnen. De implementatie op nationaal niveau loopt van land tot land uiteen, waarbij vooral de prestaties van het bestaande veiligheidssysteem belangrijk zijn voor de inspanning die landen leveren om het ERTMS in te voeren. Luxemburg, België en Denemarken pakken om die redenen de invoering van het ERTMS voortvarend aan. Luxemburg heeft zijn hele spoorwegnet inmiddels van ERTMS voorzien. België plant om eind 2025 
alle lijnen op ETCS omgeschakeld te hebben, waarvan 39% op ETCS 2 Full Supervision.

### Het Europees implementatieplan
In het Europees implementatieplan staan uiterste datums voor de invoering van het ERTMS met als doel de implementatie van het ERTMS te versnellen op negen belangrijke kernnetwerkverbindingen van het Europese spoorwegnetwerk. Deze kernnetwerkverbindingen zijn:
| Verbinding                 | Afkorting | Omschrijving |
| -------------------------- | --------- | --- |
| Rhine-Alpine               | (RALP)    | Amsterdam – Zeebrugge – Antwerpen/Rotterdam – Duisburg – (Bazel) – Milaan – Genua |
| Scandinavian-Mediterranean | (SCM)     | Finland (Turku/Naantali – Kouvola – Hamina) Stockholm – Malmö – Kopenhagen – Hamburg – Innsbruck – Verona – Rome – Napels – Palermo |
| North Sea-Mediterranean    | (NSM)     | Verenigd Koninkrijk (Glasgow – Edinburgh – Liverpool – Manchester – Birmingham – Londen – Dover) Rotterdam – Antwerpen – Luxemburg – Metz – Dijon-Lyon/Bazel – Marseille                                                                                             |
| Mediterranean              | (MED)     | Algeciras – Valencia – Tarragona/Sevilla – Madrid – Saragossa – Barcelona – Marseille – Lyon – Turijn – Milaan – Verona-Padua/Venetië-Triëst/Koper – Ljubljana – Boedapest – Záhony (Hongaars-Oekraïense grens)/Boedapest – Zagreb en Boedapest – Oostenrijkse grens |
| Rhine-Danube               | (RDN)     | Praag-Horní Lideč–Žilina – Košice – Čierna nad Tisou (Slowaaks-Oekraïense grens) |
| North Sea-Baltic           | (NSB)     | Bremerhaven/Rotterdam/Antwerpen – Aken – Utrecht/Hannover – Amsterdam/Berlijn – Warschau – Terespol (Pools-Wit-Russische grens)/Kaunas/Warschau – Vilnius/Helsinki/Klaipėda/Ventspils                                                                                |
| Baltic-Adriatic            | (BAC)     | Gdańsk – Katowice – Ostrava/Žilina – Bratislava/Wenen/Klagenfurt – Udine – Ventetië/Triëst/Bologna/Ravenna/Graz – Maribor – Ljubljana – Koper/Triëst |
| Atlantic                   | (ATL)     | Sines-Lissabon/Leixões – Madrid – Medina del Campo/ Bilbao/San Sebastian – Irun – Bordeaux – Parijs/Le Havre/Metz Sines – Elvas/Algeciras |
| Orient/East-Med            | (OEM)     | Rostock/Hamburg/Wilhelmshaven/Bremerhaven – Dresden – Praag – Bratislava/Wenen – Boedapest Arad – Timișoara – Vidin – Sofia – Thessaloniki – Athene Igoemenitsa |

Op bijvoorbeeld de North Sea – Mediterranean corridor (de Noordzee – Middellandse Zee corridor) konden in 2017 goederentreinen al rijden onder ERTMS van Antwerpen-Noord tot Luxemburg en Frankrijk (via Mechelen, Leuven, Ottignies, Jeneppe, Namen, Dinant en Athus). Het knooppunt Athus moet nog aangepakt worden.
In het algemeen wordt gesteld dat in 2030 binnen Europa alle nationale hoofdverbindingen zijn uitgerust met ERTMS en dat tegen 2050 ook de belangrijkste internationale verbindingen van het Europese spoorwegnetwerk over ERTMS beschikken.

### België
In 2007 werd de HSL 4, het Belgische deel van de hogesnelheidslijn Schiphol - Antwerpen, als eerste traject in België met het ERTMS uitgerust. De baanapparatuur in het Belgische deel is geleverd door Alstom en die in het Nederlandse deel door Thales en Siemens. Daarmee was dit wereldwijd het eerste traject waarvan de baanapparatuur van de ene leverancier moest gaan samenwerken met de baanapparatuur van de andere leverancier.
Naar aanleiding van een treinongeval bij Buizingen besprak de Kamer van volksvertegenwoordigers op 4 november 2011 een 'Masterplan ETCS'. Op basis van dit plan geeft de NMBS 1,7 miljard euro uit om alle treinen uiterlijk in 2025 uit te rusten met ERTMS. Spoorbeheerder Infrabel besteedt 2 miljard euro om alle spoorwegen in België uiterlijk in 2022 uit te rusten met het ERTMS. Infrabel installeert ERTMS-toepassingsniveau 2 op de belangrijkste, hoogwaardige vervoersassen en ERTMS-toepassingsniveau 1 op de grote knooppunten en op nog enkele andere lijnen. Regionale spoorlijnen worden voorzien van ERTMS-toepassingsniveau 1 limited supervision. Om de veiligheid sneller te verbeteren wordt als tussenstap het systeem TBL 1+ tot en met 2015 op vrijwel het gehele spoorwegnet geïnstalleerd en zal dan tot in 2025 in gebruik blijven.
Er kwam in 2014 ook een wettelijke verplichting voor ETCS bij de toelating van nieuwe treinen, waardoor de Drielandentrein van Arriva in 2018 niet toegelaten werd.
Het streven is na 2025 in een periode van tien jaar het ETCS op het hele net te gaan standaardiseren op niveau 2. Een contract om ERTMS-toepassingsniveau 2 op meer dan 2200 km spoor te installeren is gegund aan Siemens en Cofely-Fabricom voor 510 miljoen euro. De Raad van State schorste het contract tijdelijk na bezwaren van het concurrerende consortium AVES, gevormd door Alstom, Vandenbergh, Engema en Louis Stevens & Co. Op 15 juli 2015 werd duidelijk dat het AVES-consortium het bezwaar introk, waarna de Raad van State de schorsing introk.

#### Status van invoering
Op 13 augustus 2025 was op 5.429 km spoor (85% van het totaal) ETCS actief, waarvan 1.672 km ETCS 2 Full Supervision. 

#### Verdeling tussen de niveaus
De doelstelling om in 2025 op alle hoofdsporen ETCS te hebben, kent volgende onderverdeling in niveaus:
- ETCS2 FS: 2503 kilometer spoor (39% van de totale lengte)
- ETCS1 Full Supervision: 2783 km (43,5%)
- ETCS1 Limited Supervision: 17,3%

### Nederland
Na een proefneming van 2002 tot ongeveer 2005 zijn in Nederland in 2007 de eerste trajecten uitgerust met het ERTMS voor gebruik in de normale treindienst. Hierboven is al genoemd dat de Belgisch-Nederlandse hogesnelheidslijn Schiphol - Antwerpen het eerste traject is dat uitgerust werd met ERTMS-baanapparatuur van verschillende leveranciers. De Betuweroute is het eerste ERTMS-traject dat door meerdere vervoerders wordt gebruikt. Daarmee was dit het eerste traject waarvan de ERTMS-baanapparatuur van één leverancier daadwerkelijk moest gaan samenwerken met de ERTMS-treinapparatuur van meerdere leveranciers.
Het traject Amsterdam – Utrecht is als een van de eerste lijnen ter wereld uitgerust met de combinatie van ERTMS-toepassingsniveau 2 én seinen langs de baan. In combinatie met seinen langs de baan werd tot dan toe gewoonlijk ERTMS-toepassingsniveau 1 gebruikt. De baanapparatuur van ERTMS-toepassingsniveau 2 werd opgeleverd op 20 december 2010, drie jaar nadat het aantal sporen verdubbeld was naar vier en de lichtseinen langs de baan functioneerden. Om de ERTMS-baanbeveiliging te testen zijn tests uitgevoerd met enkele speciaal daarvoor ingerichte locomotieven en motorwagens. In juni 2013 startte een testperiode van ongeveer twee jaar met treintypen die ook in de normale treindienst gebruikt worden, namelijk de Sprinter Light Train (SLT) de hogesnelheidstrein ICE 3, en de locomotieftypen Siemens ES 64 F4, MaK G 1206 en BR 203.
De Nederlandse regering besloot in 2012 het Nederlandse spoorwegnet uit te rusten met het ERTMS naar aanleiding van het 'Parlementair onderzoek onderhoud en innovatie spoor' van de tijdelijke Tweedekamercommissie Kuiken. Op 11 april 2014 presenteerde het kabinet de 'Voorkeursbeslissing ERTMS', waarin werd besloten dat het ERTMS in Nederland tussen 2016 en 2030 wordt ingevoerd op de drukste spoorlijnen en op corridors voor goederentreinen. In de loop van 2015 werd de invoering van het ERTMS stilgezet vanwege een aantal onzekerheden, onder andere over de projectbeheersing, kritiek van de Auditdienst Rijk, en vanwege de wens van de kamer om gebruik te maken van de lessen van het Fyra-debacle en van ervaringen in het buitenland.
In 2016 presenteerde het kabinet een nieuwe 'uitrolsrategie ERTMS'. Eerst wordt het inbouwen van het ERTMS in treinen ter hand genomen, dat duurt tot 2024. Daarna volgt inbouw in het spoorwegnet. De planning voor de inbouw in het spoor loopt tot 2038, acht jaar langer dan voorzien in het eerdere plan van het kabinet uit 2014. Volgens het nieuwe plan is er dan een groter deel van het spoorwegnet voorzien van ERTMS dan volgens het eerdere kabinetsplan, maar in het nieuwe plan wordt nog niet expliciet aangegeven dat ERTMS in het hele spoorwegnet ingebouwd zou moeten worden.
De planning na 2028 wordt 'voorlopig' genoemd.
Op 28 mei 2018 presenteert de staatssecretaris de achtste voortgangsrapportage ERTMS aan de Tweede Kamer. Daarbij schrijft de staatssecretaris voor het eerst expliciet dat het in de rede ligt ERTMS geleidelijk op het hele Nederlandse spoor uit te rollen en dat hij verwacht dat de landelijke uitrol tot circa 2050 duurt.
De negende voortgangsrapportage presenteert voor het eerst een conceptplanning voor de verdere introductie van het ERTMS.
Nieuw in de planning is het 'operationeel harmoniseren' van het ERTMS van de trajecten Amsterdam-Utrecht en de Hanzelijn, zodat machinisten geen verschillen zullen ondervinden tussen de nieuw aangelegde ERTMS-baanapparatuur en die al eerder is aangelegd.
Op 17 mei 2019 besluit het Kabinet over de snelheid en de volgorde waarmee het Nederlandse spoorwegnet met ERTMS wordt uitgerust. Het kabinet besluit ook honderd miljoen euro per jaar te reserveren voor de periode 2030-2050, waarmee er financiering is voor hele periode van 2014 tot en met 2050.
Op 20 mei 2021 besluit het Kabinet om ook de Noordelijke lijnen voor 2030 van ERTMS te voorzien. Er is snel behoefte aan een ERTMS-baanvak voor een proefbedrijf. Daarnaast is vernieuwing van de ATB NG-apparatuur op dit baanvak nodig, en zo vermijdt het Kabinet een investering voor de vervanging van deze apparatuur.
De Sprinter Nieuwe Generatie, die vanaf 2018 in dienst kwam, was de eerste treinserie die in Nederland met ERTMS-treinapparatuur is uitgerust. Op 10 januari 2020 opende de NS de inschrijving op de inbouw van ERTMS-treinapparatuur in de 176 VIRM dubbeldekstreinen. Dit is de eerste order voor de inbouw van ERTMS-treinapparatuur in treinen voor binnenlands reizigersvervoer, afgezien van enkele treinstellen die al eerder van ERTMS-treinapparatuur voorzien zijn voor proefnemingen.
Op 28 april 2020 publiceerde ProRail de aanbesteding van het landelijke, computergestuurde centrale veiligheidssysteem van het ERTMS, het zogenoemde ERTMS Central Safety System (CSS). Het CSS bestaat uit een centraal en een decentraal deel. Het centrale deel omvat radio block centers (RBC) en rijwegbeveiligingen. Het decentrale deel omvat aangebonden apparatuur zoals object controllers, lineside electronic units (LEU) en eurobalises.
| Traject                                                           | Jaar | Techniek                                         |
| ----------------------------------------------------------------- | ---- | ------------------------------------------------ |
| Heerlen – Maastricht (proeftraject, vanaf ± 2005 buiten dienst)   | 2002 | niveau 2                                         |
| Heerenveen – Steenwijk (proeftraject, vanaf ± 2005 buiten dienst) | 2002 | niveau 2                                         |
| Betuweroute, A15-tracé                                            | 2007 | niveau 2 zonder baanseinen                       |
| HSL – Zuid, Schiphol – Belgische grens                            | 2007 | niveau 2, zonder baanseinen                      |
| Betuweroute, Havenlijn                                            | 2009 | niveau 1 met baanseinen                          |
| Amsterdam – Utrecht                                               | 2011 | niveau 2 met baanseinen én ATB (dual signalling) |
| Hanzelijn (Lelystad – Zwolle)                                     | 2012 | niveau 2 met baanseinen én ATB (dual signalling) |
| rangeerterrein Kijfhoek                                           | 2014 | niveau 1 met baanseinen                          |
| Zevenaar-Oost Aansluiting – Duitse grens                          | 2014 | niveau 2 zonder baanseinen                       |

| Traject | Jaar      |
| --- | --------- |
| Amsterdam – Utrecht geharmoniseerd                                                                                 | 2022-2023 |
| Hanzelijn geharmoniseerd als proeftraject                                                                          | 2022-2023 |
| Hanzelijn met commercieel gebruik ERTMS                                                                            | 2025-2027 |
| Noordelijke Lijnen                                                                                                 | 2026      |
| rangeerterrein Kijfhoek – Roosendaal – Belgische grensAanbesteding is op 20 december 2023 van start gegaan.        | 2025-2028 |
| OV SAAL oost Lelystad-Weesp-Duivendrecht en Amsterdam – Weesp - Hilversum, (Zonder emplacement Amsterdam Centraal) | 2027-2029 |
| Hoofddorp – Duivendrecht                                                                                           | 2027-2029 |
| Utrecht (exclusief Utrecht CS)-Meteren                                                                             | 2028-2029 |
| Roosendaal-Den Bosch, (inclusief Zevenbergschen Hoek-Breda en Tilburg-Boxtel)                                      | 2028-2030 |
| Meteren – Eindhoven                                                                                                | 2029-2031 |
| Eindhoven – Venlo – Duitse grens                                                                                   | 2029-2031 |
| Inbouw van ERTMS op het hele Nederlandse hoofdspoorwegnet                                                          | 2030-2040 |

### Het ERTMS in Europa
De Europese landen voeren het ERTMS op verschillende manieren en met verschillende snelheden in. Naast België besloten nog meer landen om het ERTMS op het hele net en in alle treinen te installeren, maar niet alle.
| Land                | Beschrijving |
| ------------------- | --- |
| Bulgarije           | Inbouw vond plaats op het trajct Svilengrad – Turkse grens (128 km) in 2013 met ERTMS-toepassingsniveau 1 |
| Denemarken          | In december 2019 zijn de eerste treinen tussen Roskilde en Køge onder het ERTMS gaan rijden. Het ERTMS-toepassingsniveau 2 wordt in het hele netwerk ingebouwd en is klaar in 2030. |
| Duitsland           | De eerste inbouw vond plaats op de trajecten - Halle (Saale)/Leipzig – Jüterbog in 2000 met ERTMS-toepassingsniveau 1 - Halle (Saale)/Leipzig – Jüterbog – Berlijn in 2003 met ERTMS-toepassingsniveau 2 De Duitse regering besloot op 26 februari 2013 het ERTMS op grotere schaal in Duitsland in te voeren, maar nog niet op het hele net. De Duitse regering kiest voor implementatie via een combinatie van ERTMS level 2 Full Supervision en/of ERTMS level 1 limited supervision'. De oorspronkelijk geplande implementatie via STM wordt daarmee losgelaten. In de tweede helft van 2019 bereidde Duitsland besluiten voor over de eerste projecten voor de periode 2020–2024. In dit zogenaamde “Starterpakket” vallen de ombouw van de TEN-T corridor Scandinavian-Mediterranean (Scandinavië-Hamburg-München-Oostenrijk en verder), de regio Stuttgart inclusief de S-banen en de Hogesnelheidslijn Keulen-Frankfurt. |
| Luxemburg           | De Luxemburgse spoorwegen (CFL) hebben tot 2014 ERTMS-toepassingsniveau 1 op het hele net in gebruik. Sinds 1 juli 2017 eist het bedrijf dat alle treinen die in Luxemburg in dienst zijn van ERTMS zijn voorzien. Vanaf 1 januari 2020 moet het ERTMS ook daadwerkelijk gebruikt worden. Daarna kan het beveiligingssysteem Memor II+ worden uitgeschakeld. |
| Frankrijk           | De eerste inbouw vond plaats op de trajecten - Marles-en-Brie – Tournan in 2000 met ERTMS-toepassingsniveau 1 - Parijs - Straatsburg(LGV Est) in 2007 met ERTMS-toepassingsniveau 2 en TVM 430 - Perpignan – Figueres (Spanje) in 2009 met ERTMS-toepassingsniveau 2 Eind 2019 is 110 km dubbelspoor voorzien van ERTMS-toepassingsniveau 1 en 1.050 km hogesnelheidslijn van ERTMS-toepassingsniveau 2. Frankrijk is gestart met twee pilotprojecten voor level 2 only: tussen Marseille en Ventimiglia (Italië) en op de hogesnelheidslijn Parijs–Lyon. |
| Italië              | De eerste inbouw vond plaats op de trajecten - Florence Campo di Marte – Arezzo in 2000 met ERTMS-toepassingsniveau 1 - Rome – Napels (203 km) in 2005 met ERTMS-toepassingsniveau 2 - Turijn – Novara (85 km) in 2006 met ERTMS-toepassingsniveau 2 - Milaan – Bologna (219 km) in 2008 met ERTMS-toepassingsniveau 2 - Bologna – Florence (78 km) in 2009 met ERTMS-toepassingsniveau 2 - Novara – Milaan (40 km) in 2009 met ERTMS-toepassingsniveau 2 De inbouw van het ERTMS in het hele netwerk is klaar in 2035. In totaal gaat het om 16.800 km spoor en 5000 railvoertuigen. Gelijk met de implementatie van ERTMS zal het bestaande class B systeem worden ontmanteld. |
| Noorwegen           | De eerste inbouw vond plaats op het 26 km lange proeftraject Rakkestad – Sarpsborg, onderdeel van Østfoldbanens østre linje, in 2013 met ERTMS-toepassingsniveau 2. In 2012 gaf de Noorse regering de spoorwegbeheerder van het land, Jernbaneverket, de opdracht een invoeringsplan te maken voor invoering van ERTMS-toepassingsniveau 2 in het hele net. Een belangrijke reden voor dit besluit is dat onderdelen van bestaande treinbeveiligingssystemen worden steeds moeilijker te krijgen, waardoor het onderhoud van deze systemen steeds moeilijker en kostbaarder wordt. In 2013 heeft Jernbaneverket het invoeringsplan opgesteld. In 2034 moet de uitrol zijn voltooid. In 2018 zijn daarvoor contracten met leveranciers gesloten. Jernbaneverket zou starten met de uitrusting van de Østfoldbanen, Østre linje (Ski - Sarpsborg, oostelijke lijn), Nordlandsbanen (Trondheim - Bodo) en Bergensbanen (Oslo - Bergen) maar die plannen zijn later aangepast. Het noordelijke deel van de Nordlandsbanen (Grong - Bodø) had 31 oktober 2022 klaar moeten zijn maar dit is uitgesteld tot 2023 (geen datum) als het gevolg het tekort aan onderdelen voor de inbouw van ETCS. Het noordelijke deel van Gjøvikbanen (Roa - Gjøvik) gaat op 1 november 2022 over op ERTMS. Hierna volgt de Rørosbanen in 2024 en Bergensbanen in 2025. |
| Oostenrijk          | De eerste inbouw vond plaats op de trajecten - Wenen – Nickelsdorf in 2001 met ERTMS-toepassingsniveau 1 - Passau – Wenen in 2008 met ERTMS-toepassingsniveau 1 - Wenen – Hegyeshalom in 2008 met ERTMS-toepassingsniveau 1 - Wien – St. Pölten (50 km) in 2012 met ERTMS-toepassingsniveau 2 - Kundl/Radfeld – Baumkirchen (40 km) in 2012 met ERTMS-toepassingsniveau 2 |
| Spanje              | De eerste inbouw vond plaats op de trajecten - Córdoba – Málaga (155 km) in 2007 met ERTMS-toepassingsniveaus 1, 2 en STM, en het nationale systeem ASFA - Madrid – Segovia – Valladolid (197 km) in 2007 met ERTMS-toepassingsniveaus 1, 2 en STM, en het nationale systeem ASFA - Madrid – Lleida – Barcelona (650 km) in 2008 met ERTMS-toepassingsniveaus 1, 2 en STM, en het nationale systeem ASFA - Madrid – Albacete – Valencia(500 km) in 2010 met ERTMS-toepassingsniveaus 1, 2 en STM, en het nationale systeem ASFA - A Coruña – Santiago – Ourense (150 km) in 2011 met ERTMS-toepassingsniveaus 1 en 2 De prioriteit voor de inbouw van het ERTMS ligt op de corridors, de hogesnelheidslijnen en de forenzen lijnen rond de grote steden. |
| Verenigd Koninkrijk | De nationale implementatie is in 2011 gestart met de Cambrian line, gevolgd door ATO over ETCS op de Thameslink in 2018. Voor het traject van 160 km tussen London King’s Cross en Grantham, een deel van de East Coast Main Line, loopt de aanbesteding. |
| Zwitserland         | De eerste inbouw vond plaats op de trajecten - Zofingen – Sempach in 2002, in 2003 weer afgebroken, met ERTMS-toepassingsniveau 2. - Mattstetten – Rothrist in 2006 met ERTMS-toepassingsniveau 2. - De Lötschberg-basistunnel in 2007 met ERTMS-toepassingsniveau 2. Op het hele normaalspoornet is het ERMTS in gebruik. ZUB en Signum zijn vervangen naar ERTMS-toepassingsniveau 1LS of ERTMS-toepassingsniveau 2. Het uitgebreide smalspoornetwerk van Zwitserland wordt niet of niet geheel met ERTMS uitgerust. |
| Zweden              | De eerste inbouw vond plaats op de trajecten - Botniabanan in 2012 met ERTMS-toepassingsniveau 2 - Borlänge – Malung (Västerdalsbanan) in 2012 met ERTMS Regional De al van ERTMS-toepassingsniveau 2, baseline 2 voorziene lijnen worden in 2020 opgewaardeerd naar Baseline 3 release 2. Daarnaast zijn er plannen in voorbereiding om het gehele netwerk uiterlijk 2035 te voorzien van level 2 only. |

### Het ERTMS buiten Europa
ERTMS is ook succesvol buiten de Europese Unie. In onderstaande tabel enkele voorbeelden.
| Land       | Traject                                                                                   | Jaar | ERTMS-toepassingsniveau         |
| ---------- | ----------------------------------------------------------------------------------------- | ---- | ------------------------------- |
| Turkije    | Hasanbey – Esenkent (196 km; deel van Istanbul – Ankara)                                  | 2008 | niveau 1                        |
| Turkije    | Bogazkopru – Yenice en Mercin to Toprakkale (419 km)                                      | 2009 | niveau 1                        |
| Turkije    | Ankara – Konya (212 km)                                                                   | 2011 | niveau 1                        |
| Mexico     | Cuautitlán – Buenavista (27 km), daarnaast wordt het Mayatreinproject voorzien van ERTMS. | 2012 | niveau 1                        |
| Taiwan     | Hele net (1200 km)                                                                        | 2012 | niveau 1                        |
| Zuid-Korea | Gyeongbu – Honam (758 km)                                                                 | 2012 | niveau 1                        |
| Turkije    | Marmaray (spoorwegtunnel Bosporus. Tunnel: 12 km, hele traject Halkali - Gebze: 76 km)    | 2013 | niveau 1 in combinatie met CBTC |

## Leveranciers van ERTMS-apparatuur
Een aantal leveranciers van ERTMS-apparatuur heeft zich verenigd in de Unisig. De UNISIG is op zijn beurt aangesloten bij de UNIFE. De leveranciers van GSM-R-apparatuur hebben zich verenigd in de GSM-R-Industriegroep.
De ETCS-baanapparatuur moet op zijn beurt weer kunnen samenwerken met de systemen voor rijwegbeveiliging, dat zijn de systemen aan de baanzijde die ervoor zorgen dat seingeving en wisselbediening altijd veilig zijn. In de laatste kolom staan systemen voor rijwegbeveiliging van de leveranciers die kunnen samenwerken met de door hen geleverde ETCS-baanapparatuur.
| Leverancier                        | ETCS                  | rijwegbeveiliging die samenwerkt met ERTMS |
| ---------------------------------- | --------------------- | ------------------------------------------ |
| Alstom                             | Atlas                 | Smartlock                                  |
| Hitachi Rail STS                   | (geen productnaam)    | ACC, SEI, MicroLok                         |
| AZD Praha                          | -                     | ESA11                                      |
| Bombardier                         | Interflo 250 en hoger | EBI-lock                                   |
| CAF                                | (geen productnaam)    | Quasar S4e                                 |
| AngelStar (Mermec en Stadler Rail) | GUARDIA               | -                                          |
| Siemens                            | Trainguard            | SIMIS-W (EBS+), SIMIS-IS                   |
| Thales                             | AlTrac                | LockTrac (L 90.5), ELEKTRA II              |

## Externe bronnen
- Prorail en het Ministerie van Infrastructuur en Waterstaat - ERTMS
- (en)  Europese Commissie - ERTMS - European Rail Traffic Management System
- (en)  Spoorwegbureau van de Europese Unie - ERTMS
- (en)  UIC - ERTMS
- (en)  Unife - ERTMS
- (en)  UNISIG - The European Rail Traffic Management System
- OpenRailwaymap, spoorwegkaart, ingezoomd op Nederland.

## Voetnoten
1. ↑   De Europese ERTMS-specificaties hebben betrekking op 'treinbeïnvloeding' en 'spoorwegseinen', wat wordt aangeduid met 'besturing' respectievelijk 'seingeving'. Zie bijvoorbeeld de titel van de Europese verordening die de specificaties van het ERTMS voorschrijft: Uitvoeringsverordening (EU) 2023/1695 (...) betreffende de technische specificatie inzake interoperabiliteit van de subsystemen besturing en seingeving (...)[1]
2. ↑  Het ERTMS kent een viertal borden die moeten worden gezien als baanseinen. Daarnaast zijn er wat grotere uitzonderingen. Een voorbeeld van een grotere uitzondering ontstaat wanneer het ERTMS-toepassingsniveau 1 toegepast wordt als een treinbeïnvloedingssysteem. Dat is een aanvullende beveiliging bij baanseinen waarbij het ERTMS en baanseinen gecombineerd worden. Men spreekt dan wel van het ERTMS als een overlay system op de beveiliging met baanseinen. ERTMS-toepassingsniveau 2 wordt maar weinig met baanseinen gecombineerd. In Nederland is dat het geval tussen Amsterdam en Utrecht. Daar wordt het gecombineerd met zowel ATB Eerste Generatie als met baanseinen en spreekt men van dual signalling. De baanseinen en ATB Eerste Generatie vormen dan het ene seinsysteem, het ERTMS het andere.
3. ↑   De relaties tussen de versieaanduidingen zijn minder scherp dan de tabel suggereert.[8] De systeemversie staat het meest los van de andere versies. Zo wijken de introductiedatums van de systeemversies af van die van de andere versies.
4. ↑  De besturingsketen van het spoorverkeer kent nog meer elementen, die hoger in de besturingsketen staan, maar buiten de reikwijdte van het ERTMS vallen. Deze elementen zijn de keuze van het (spoor)vervoersconcept, het ontwerp en de aanleg van spoorinfrastructuur, het maken van een meerjarige basisdienstregeling en het maken van dienstregelingen voor een jaar en korter.
5. ↑  Soms wordt alleen gebruikgemaakt van GSM-R-spraak en is GSM-R-data niet in gebruik. Dan geven eurobalises de rijtoestemmingen aan de trein door.
6. 1 2 3 4 5 6 7 8 9 10  MA staat voor 'movement authority' (rijtoestemming)
7. 1 2 3 4 5 6 7 8 9 10  TO staat voor 'track occupancy' (spoorbezetting)
8. 1 2  Om de afbeelding eenvoudig te houden is niet aangegeven hoe de informatie over de spoorbezetting naar het RBC wordt geleid.
9. 1 2  NTC (nationl train control) is de nieuwe benaming van STM (specific transmission module)
10. 1 2 3 4  Treinbeïnvloedingssystemen van klasse B zijn geen ERTMS-systemen, die van klasse A wel. Zie voor meer informatie het kopje Klasse A- en klasse B-systemen in dit artikel.
11. ↑  Het bedienen van wissels en overwegen via GSM-R gebeurt bijvoorbeeld op de Zweedse Västerdalslijn.
12. ↑  Spoorverkeer met treinen onder ERTMS-toepassingsniveau 2 en ERTMS-toepassingsniveau 3 is bekend als 'ERTMS-toepassingsniveau 2+' en 'ERTMS hybrid level 3'.
13. ↑  Met andere woorden, het is vanaf dan alleen nog toegestaan om treinbeïnvloedingssystemen van klasse A en van klasse B te gebruiken. Treinbeïnvloedingssystemen van klasse A zijn de systemen die voldoen aan de ERTMS-specificaties en treinbeïnvloedingssystemen van klasse B voldoen niet aan deze specificaties.
14. ↑  De zijn de veries SRS 2.3.0d en SRS 3.4.0
15. ↑  Radio block centers vormen een onderdeel van het ETCS. Zie ETCS voor meer informatie.
16. ↑  Eurobalises en lineside electronic units zijn onderdelen van het ETCS. Zie ETCS voor meer informatie.
17. 1 2 3 4  De Betuweroute bestaat uit de Havenlijn, de doorgaande sporen langs rangeerterrein Kijfhoek, het A15-tracé en Zevenaar-Oost Aansluiting (waar de Betuweroute aansluit op de spoorlijn Zevenaar-Emmerich) tot de Duitse grens.
18. ↑  De HSL4 en de HSL-Zuid vormen één traject.
19. ↑  In de HSL-Zuid is ERTMS-toepassingsniveau 1 als terugvaloptie ingebouwd.
20. ↑  Enkele doorgaande sporen van het rangeerterrein Kijfhoek zijn van ERTMS voorzien
21. ↑  Memor II+ is een latere versie van het beveiligingssysteem Crocodile, ofwel Memor, dat in België wordt gebruikt.

## Verwijzingen
1. 1 2 3 4 5  Europese Commissie, Uitvoeringsverordening (EU) 2023/1695 (pdf) (10 augustus 2023). Geraadpleegd op 29 september 2023. “UITVOERINGSVERORDENING (EU) 2023/1695 VAN DE COMMISSIE van 10 augustus 2023 betreffende de technische specificatie inzake interoperabiliteit van de subsystemen besturing en seingeving van het spoorwegsysteem in de Europese Unie en tot intrekking van Verordening (EU) 2016/919”
2. ↑  (en) Spoorwegbureau van de Europese Unie, European Rail Traffic Management System (ERTMS). Geraadpleegd op 29 september 2023. “The European Rail Traffic Management System (ERTMS) is a single European signalling and speed control system that ensures interoperability of the national railway systems, reducing the purchasing and maintenance costs of the signalling systems as well as increasing the speed of trains, the capacity of infrastructure and the level of safety in rail transport.”
3. ↑  (en) Spoorwegbureau van de Europese Unie, European Rail Traffic Management System (ERTMS). Gearchiveerd op 10 oktober 2022. Geraadpleegd op 17 januari 2020. “[The European Rail Traffic Management System] comprises of the European Train Control System (ETCS), i.e. a cab-signalling system that incorporates automatic train protection, the Global System for Mobile communications for Railways (GSM-R) and operating rules.”
4. ↑  Europese Commissie, WITBOEK Het Europese vervoersbeleid tot het jaar 2010: tijd om te kiezen (pdf) (12 september 2001).
5. ↑  WITBOEK Stappenplan voor een interne Europese vervoersruimte – werken aan een concurrerend zuinig vervoerssysteem (pdf) (28 maart 2011). Gearchiveerd op 28 mei 2023.
6. ↑  Europese Commissie, Uitvoeringsverordening (EU) 2023/1695 (pdf) hoofdstuk 7 van de bijlage (10 augustus 2023). Geraadpleegd op 29 september 2023.
7. ↑  (en) Spoorwegbureau van de Europese Unie, Change Control Management. Gearchiveerd op 26 januari 2019.
8. 1 2  (en) Doorzigt, ERTMS and Compatibility (pdf) bladzijde 17. ERTMS World Conference 2016 (28 januari 2016). Gearchiveerd op 12 mei 2021. “The terminology used in the ERTMS context might be confusing, as strongly related terms are used in a specific definition for ERTMS; i.e.: Baseline; System Version; Document versions. In addition: there are no clear 1-to-1 relationships”
9. ↑  (en) Spoorwegbureau van de Europese Unie, System Requirements Specification (SUBSET-026) (doc, zip) (5 juli 2023).
10. ↑  (en) Spoorwegbureau van de Europese Unie, ETCS System Version Management (SUBSET-104) (pdf) paragraaf 4.1.1.1 (5 juli 2023). Geraadpleegd op 29 september 2023. “The system version defines unambiguously the ETCS mandatory functions that ensure technical interoperability between ERTMS/ETCS on-board and trackside subsystems.”
11. 1 2  (en) Spoorwegbureau van de Europese Unie, System Requirements Specification (SUBSET-026) (doc, zip) paragraaf 7.5.1.79 M_VERSION (5 juli 2023). Geraadpleegd op 30 september 2023.
12. ↑  (en) Spoorwegbureau van de Europese Unie, ETCS System Version Management (SUBSET-104) (pdf) paragraaf 4.4.1.2 (5 juli 2023). Geraadpleegd op 29 september 2023. “Each version number will have the following format: X.Y ...”
13. ↑  Europese Commissie, Uitvoeringsverordening (EU) 2023/1695 (pdf) paragraaf 7.4 van bijlage I (10 augustus 2023). Geraadpleegd op 29 september 2023.
14. 1 2  (en) Memorandum of Understanding (MoU) between the European Commission, the European Railway Agency and the European Railway sector Associations (CER – UIC – UNIFE – EIM – GSM-R Industry Group – ERFA) concerning the strengthening of cooperation for the management of ERTMS (pdf) bladzijde 8 (16 april 2012). Gearchiveerd op 27 november 2016. “The Parties recognise that Baseline 3 offers fully-fledged system version management, (...) which (...) can be used (...) ensuring that backward and, wherever technically possible, forward compatibility is secured. In this context the Parties agrees that Change Requests for which a solution unanimously reached by the European Rail sector Associations will be handled by ERA as priority and with specific attention.”
15. ↑  (en) Spoorwegbureau van de Europese Unie, List of CCS Class B systems (ERA/TD/2011-11 Version 4.0 Origin ERA) (pdf) (11 juni 2019). Gearchiveerd op 30 januari 2023. Geraadpleegd op 6 april 2023.
16. ↑  (en) Project INESS, INESS brochure (pdf) bladzijde 2. Gearchiveerd op 8 april 2023.
17. ↑  (en) Winter, Peter (coördinatie) (2009). Compendium on ERTMS, Hamburg, bladzijden 13 en 32. ISBN 978-3-7771-0396-9.
18. ↑  (en) RailNetEurope (RNE).
19. ↑  Europese Commissie, Uitvoeringsverordening (EU) 2023/1695 (pdf) paragraaf 4.2.3 van bijlage I (10 augustus 2023). Geraadpleegd op 29 september 2023.
20. ↑  Europese Commissie, Verordening (EU) 2016/919, geconsolideerde versie (pdf) paragraaf 4.2.3 van de bijlage (11 maart 2020). Gearchiveerd op 5 juni 2023.  Deze is gewijzigd met Uitvoeringsverordening (EU) 2019/776 (pdf) (16 mei 2019). Gearchiveerd op 1 juni 2023.
21. 1 2  Europese Commissie, Uitvoeringsverordening (EU) 2023/1695 (pdf) paragrafen 2.3 van bijlage I (10 augustus 2023). Geraadpleegd op 29 september 2023.
22. ↑  (en) Project INESS, INESS brochure 'Delivering ERTMS compliant interlockings' (pdf) bladzijde 2. Gearchiveerd op 8 april 2023.
23. ↑  (en) Winter, Peter (coördinatie) (2009). Compendium on ERTMS, Hamburg, bladzijde 71. ISBN 978-3-7771-0396-9.
24. ↑  (en) Spoorwegbureau van de Europese Unie, System Requirements Specification (SUBSET-026) (doc, zip) hoofdstuk 2 (5 juli 2023).
25. ↑  Technische documentatie STM-ATBEG. ERTMS. Geraadpleegd op 30 juli 2023.
26. ↑  ProRail geeft startschot voor STM ATB Nieuwe Generatie. ERTMS NL. Geraadpleegd op 30 juli 2023.
27. ↑  (en) Spoorwegbureau van de Europese Unie, System Requirements Specification (SUBSET-026) (doc, zip) paragraaf 2.6.2.4 (15 juni 2016).
28. ↑  De Raad, Richtlijn 96/48/EG van 23 juli 1996 (pdf) (17 september 1996). Gearchiveerd op 20 mei 2023.  Deze richtlijn is later vervangen door: richtlijn 2008/57/EG van het Europees Parlement en de Raad (pdf). Geconsolideerde tekst (1 januari 2015). Gearchiveerd op 6 april 2023.  Op zijn beurt is deze weer vervangen is door: Europees Parlement en de Raad, Richtlijn (EU) 2016/797 van 11 mei 2016 (pdf) (26 mei 2016).
29. ↑  (en) ERTMS Users Group (EUG), EUG.
30. 1 2  (en) Union industry of signalling (UNISIG), About UNISIG | ERTMS. Unife. “UNISIG is an industrial consortium which was created to develop the ERTMS/ETCS technical specifications.”
31. ↑  Europese Commissie, Beschikking 2002/731/EG (pdf) artikel 1 en paragraaf 7.2.2.1 van de bijlage (30 mei 2002). Gearchiveerd op 2 september 2019. . Deze beschikking is inmiddels vervangen door uitvoeringsverordening (EU) 2023/1695.
32. ↑  Europese Commissie, Beschikking 2002/731/EG (pdf) artikel 2 lid 1 (30 mei 2002). Gearchiveerd op 2 september 2019. . Deze beschikking is inmiddels vervangen door: uitvoeringsverordening (EU) 2023/1695
33. ↑  Europees Parlement en de Raad, Richtlijn (EU) 2016/797 van 11 mei 2016 (pdf) Artikel 1 lid 1 (26 mei 2016). “(...) deze richtlijn (...) dient (...) om het spoorwegsysteem van de Unie interoperabel te maken (...), met als doel (...) bij te dragen aan de voltooiing van de eengemaakte Europese spoorwegruimte en aan de geleidelijke voltooiing van de interne markt.”
34. ↑  Verordening 881/2004/EG van het Europees Parlement en de Raad van 29 april 2004 tot oprichting van een Europees Spoorwegbureau (pdf). Geconsolideerde tekst. Gearchiveerd op 6 april 2023.
35. ↑  (en) Level 3 slips over the horizon (html). Railway Gazette (1 juni 2000). Gearchiveerd op 21 oktober 2020.
36. ↑  (en) Winter, Peter (coördinatie) (2009). Compendium on ERTMS, Hamburg, bladzijde 74. ISBN 978-3-7771-0396-9.
37. ↑  (en) Memorandum of Understanding (MOU) between the European Commission and the European Railway Associations (CER – UIC – UNIFE – EIM) establishing the basic principles for the definition of an EU deployment strategy for ERTMS (pdf) (17 maart 2005). Gearchiveerd op 27 november 2016.
38. ↑  Europese Commissie, Beschikking 2006/679/EG van 28 maart 2006 (pdf) artikel 1 (16 oktober 2006). Gearchiveerd op 9 maart 2021.
39. ↑  Europese Commissie, Beschikking 884/2004/EG (pdf) bijlage II (29 april 2004). Gearchiveerd op 6 april 2023.
40. ↑  Corridor Rhine-Alpine. Gearchiveerd op 17 december 2013.
41. ↑  Europese Commissie, Uitvoeringsverordening (EU) 2023/1695 (pdf) artikel 8 (10 augustus 2023). Geraadpleegd op 29 september 2023.
42. ↑  Europese Commissie, Beschikking 2006/679/EG van 28 maart 2006 (pdf) artikel 4 (16 oktober 2006). Gearchiveerd op 9 maart 2021.
43. ↑  Europese Commissie, Beschikking 2006/860/EG van 7 november 2006 (pdf) artikel 8 (12 december 2006). Gearchiveerd op 6 april 2023.
44. ↑  Europese Commissie, Besluit 2008/386/EG van 23 april 2008 (pdf) (24 mei 2008). Gearchiveerd op 6 april 2023.
45. 1 2  (en) Memorandum of Understanding (MoU) Between the European Commission and the European Railway Associations (CER – UIC – UNIFE – EIM – GSM-R Industry Group – ERFA) concerning the strengthening of cooperation for speeding up the deployment of ERTMS (pdf) (4 juli 2008). Gearchiveerd op 27 november 2016. “the MoU has the (...) objectives (...) [to] foster coordination and collaboration in order to ensure the compatibility of existing lines. This compatibility shall be based on the SRS version 2.3.0d and the relevant GSM-R specifications (...)”
46. ↑  Europese Commissie, Beschikking 2009/561/EG van 22 juli 2009 (pdf) (25 juli 2009). Gearchiveerd op 6 april 2023.
47. ↑  Europese Commissie, Beschikking 2009/561/EG van 22 juli 2009 (pdf) bijlage, paragraaf 7.2 (25 juli 2009). Gearchiveerd op 6 april 2023.
48. ↑  Europese Commissie, Besluit 2012/88/EU van 25 januari 2012 (pdf). Geconsolideerde tekst punt 7.3.3.1 van bijlage III, zie ook tabel A2 in bijlage A (23 februari 2012).
49. ↑  Europese Commissie, Besluit (EU) 2015/14 van 5 januari 2015 (pdf) (7 januari 2015). Gearchiveerd op 6 april 2023.
50. 1 2  Europese Commissie, Verordening (EU) 2016/919, geconsolideerde versie (pdf) tabel A 2.3 in bijlage A van de bijlage, bladzijden 72-76 (11 maart 2020). Gearchiveerd op 5 juni 2023.  Deze is vervangen door Uitvoeringsverordening (EU) 2023/1695 Europese Commissie, Uitvoeringsverordening (EU) 2023/1695 (pdf) (10 augustus 2023). Geraadpleegd op 29 september 2023.
51. ↑  (en) Alstom, Interoperability – a strategic challenge in rail transport.
52. ↑  Europese Commissie, Verordening (EU) 2016/919, geconsolideerde versie (pdf) punt 1.2 van de bijlage (11 maart 2020). Gearchiveerd op 5 juni 2023.  Deze is vervangen door Europese Commissie, Uitvoeringsverordening (EU) 2023/1695 (pdf) (10 augustus 2023). Geraadpleegd op 29 september 2023.
53. 1 2  Europees Parlement en de Raad, Verordening (EU) 2016/796 van 11 mei 2016 betreffende het Spoorwegbureau van de Europese Unie (...) (pdf) (26 mei 2016).
54. ↑  (en) Spoorwegbureau van de Europese Unie, Recommandation on the revision of CCS TSI (10 december 2015). Gearchiveerd op 26 januari 2019. Geraadpleegd op 26 januari 2019.
55. ↑  (en) Memorandum of Understanding between the European Commission, the European Union Agency for Railways and the European rail sector associations (CER, EIM, EPTTOLA, ERFA, the ERTMS Users Group, GSM-R Industry Group, UIC, UNIFE and UNISIG) concerning the cooperation for the deployment of the European Rail Traffic Management System (pdf) (20 september 2016). Gearchiveerd op 27 november 2016.
56. 1 2 3  (en) Europese Commissie, The European Deployment Plan. Gearchiveerd op 25 juli 2018. Geraadpleegd op 25 juli 2018.
57. 1 2 3 4 5 6  Europese Commissie, Uitvoeringsverordening (EU) 2017/6 van 5 januari 2017 betreffende het Europees implementatieplan voor ERTMS (pdf) (6 januari 2017). Gearchiveerd op 28 februari 2019.
58. ↑  Europese Commissie, The European Rail Traffic Management System (ERTMS) deployment action plan (pdf) (5 januari 2017). Gearchiveerd op 27 oktober 2020.
59. ↑  Europese Commissie, ERTMS deployment maps and graphics (pdf). Gearchiveerd op 30 juni 2019.
60. ↑  Europese rekenkamer, Speciaal verslag nr. 13/2017: Eén Europees beheersysteem voor het spoorverkeer: zal de politieke keuze ooit werkelijkheid worden? (pdf) bladzijde 10 (3 oktober 2017). Gearchiveerd op 7 april 2023. “Problemen met de compatibiliteit van de verschillende geïnstalleerde versies (...) hebben (...) negatieve gevolgen voor de individuele businesscase voor spoorwegbeheerders en spoorwegondernemingen.”
61. ↑  Europese rekenkamer, Speciaal verslag nr. 13/2017: Eén Europees beheersysteem voor het spoorverkeer: zal de politieke keuze ooit werkelijkheid worden? (pdf) bladzijde 39 (3 oktober 2017). Gearchiveerd op 7 april 2023. “Als gevolg van de op maat gemaakte ERTMS-oplossingen op de nationale spoorwegnetten bestaat er momenteel in de EU geen ERTMS-treinapparatuur die kan rijden op alle spoorwegtrajecten die met verschillende versies van het ERTMS zijn uitgerust. Interoperabiliteitsproblemen doen zich niet alleen voor op grensoverschrijdende trajecten tussen de lidstaten, maar zelfs binnen landen (bijvoorbeeld Nederland).”
62. ↑  (en) Commission view on future radio  system (pdf). Spoorwegbureau van de Europese Unie (16 oktober 2019). Gearchiveerd op 6 november 2019. Geraadpleegd op 6 november 2019.
63. ↑  EIM Position Paper on ERTMS/FRMCS Migration Strategy. European rail infrastructure managers (EIM) (18 juli 2019). Gearchiveerd op 8 april 2023. “The railway community is since 2015 working on the standardisation of FRMCS. (...) The Control Command System Technical Specification for Interoperability (TSI CCS) will incorporate FRMCS as the successor of GSM-R as the radio system to be used for train-to-track voice communications and for ETCS data communication, also supporting new railway functionalities such as ATO.( ...) The objective is to update the TSI in 2022 with a full description of the standard.”
64. ↑  (en) ERTMS users group, White paper reference CCS archtecture based on ERTMS (pdf) p. 1 (12 juli 2018). Gearchiveerd op 19 juni 2023. “Attempts to harmonise the interlocking part of CCS in Europe have been made in the past (Euro Interlocking, INESS), but did not provide a clear business case.”
65. ↑  (en) Project Eurointerlocking (html). Transport Research and Innovation Monitoring and Information System. European Commission (30 mei 2019). Gearchiveerd op 28 juni 2023. “Objectives [are] The functional requirements are developed on a common platform, with the use of a standardised glossary, standardised commands and statuses as well as standardised requirement structures.”
66. ↑  (en) Integrated European Signalling System (2012).
67. ↑  (en) EULYNX, Landing page (2017). Gearchiveerd op 19 juni 2023.
68. ↑  (en) EULYNX, EULYNX Baseline Set Release 1, Cover Document (pdf) p. 4 (14 december 2018). Gearchiveerd op 19 juni 2023. “The EULYNX Baseline Set 3 Release 1 is a major documentation release. This Baseline Set includes architecture documents, subsystem and interface requirements and specifications, covering CENELEC Phases 1 – 4/5.”
69. ↑  (en) ERTMS users group, White paper reference CCS archtecture based on ERTMS (pdf) p. 1 (12 juli 2018). Gearchiveerd op 19 juni 2023. “Now that ERTMS is mature enough and ready for large scale deployment, both members of EUG and EULYNX believe that it is the right moment to try to define a common, simple reference CCS architecture to support the step from installed base to ERTMS and to increase the capacity of the existing network, improve the deployment speed and reduce life cycle costs for CCS.”
70. ↑  (en) ERTMS Deployment Statistics - Overview. Unife. Gearchiveerd op 7 april 2023-04-07. Geraadpleegd op 6 april 2023.
71. ↑  (en) Corridor North Sea Mediterranean, Corridor Information Document, Book 5 - Implementation Plan 2019 (pdf) bladzijde 58 (21 december 2017). Gearchiveerd op 6 april 2023.
72. ↑  Het masterplan voor spoorwegveiligheid van de NMBS-Groep (pdf) bladzijde 63 en verder (4 november 2011).
73. ↑  (en) Kevin Smith, Taking ETCS nationwide. International Railway Journal (6 maart 2013). Gearchiveerd op 8 augustus 2016. Geraadpleegd op 1 juli 2023.
74. ↑  (en) ETCS Level 2 contract signed. Railway Gezette (4 augustus 2015). Gearchiveerd op 2 december 2020.
75. ↑  ETCS. Infrabel. Geraadpleegd op 29 december 2023.
76. ↑  ERTMS Pilot Amsterdam - Utrecht. Programma ERTMS. Gearchiveerd op 1 december 2016.
77. ↑  Wendi Mennen en Marcel Voskamp, ERTMS Pilot Amsterdam-Utrecht. IRSE (19 mei 2015). Gearchiveerd op 4 maart 2016. Geraadpleegd op 1 juli 2023.
78. ↑  de minister van infrastructuur en milieu, Kabinetsreactie op onderzoek Tijdelijke commissie onderhoud en innovatie spoor (pdf) bladzijden 6 en 7 (08 juni 2012).
79. ↑  Kuiken, Drs. A.H, Parlementair onderzoek onderhoud en innovatie spoor stukken Tweedekamer, vergaderjaar 2011/12, nr. 32707-9, bladzijde 8.. “De ontwikkeling van treinbeveiliging in Nederland is in een impasse beland. De invoering van ERTMS biedt de mogelijkheid om meer vervoer te realiseren op het hoofdspoorwegnet, waardoor minder aanleg van nieuw spoor nodig is.”
80. ↑  Staatssecretaris van Infrastructuur en Milieu, Voorkeursbeslissing ERTMS (European Rail Traffic Management System) en Railmap 3.0/Nota Alternatieven (11 april 2014). Gearchiveerd op 23 februari 2015. Geraadpleegd op 1 juli 2023.
81. ↑  Staatssecretaris van Infrastructuur en Milieu, Beantwoording vragen over derde voortgangsrapportage ERTMS en de pilot dual signalling (pdf) (14 januari 2016).
82. ↑  Staatssecretaris van Infrastructuur en Milieu S.A.M. Dijksma, Brief over de rapportage over de geactualiseerde uitrolstrategie ERTMS (pdf). Stukken Tweedekamer, vergaderjaar 2016/17, nr. 33 652 - 45, Brief bladzijde 2. Ministerie van Infrastructuur en Milieu (23 september 2016). Gearchiveerd op 1 juli 2023. “De invoering van ERTMS betreft een langetermijnopgave. Het ligt daarom voor de hand dat de uitrol van ERTMS een vervolg krijgt die verder reikt dan het huidig taakstellend budget. Een volgende kabinet zal hierover een beslissing nemen. Om deze besluitvorming voor te bereiden is in de uitrolstrategie gekeken naar de uitrol van ERTMS voorbij 2030, de huidige zichtperiode van het Infrastructuurfonds.”
83. ↑  Staatssecretaris van Infrastructuur en Milieu S.A.M. Dijksma, Brief over de rapportage over de geactualiseerde uitrolstrategie ERTMS (pdf). Stukken Tweedekamer, vergaderjaar 2016/17, nr. 33 652 - 45. Ministerie van Infrastructuur en Milieu (23 september 2016). Gearchiveerd op 1 juli 2023.
84. ↑  Uitrolstrategie (pdf). Stukken Tweedekamer, vergaderjaar 2016/17, nr. 33 652 - 45. Ministerie van Infrastructuur en Milieu (23 september 2016).
85. ↑  Staatssecretaris van Infrastructuur en Waterstaat S. van Veldhoven-van der Meer, Brief van de staatssecretaris van infrastructuur en waterstaat. Spoorbeveiligingssysteem European Rail Traffic Management System (ERTMS) (pdf). Stukken Tweedekamer, vergaderjaar 2017/18, nr. 33 652 - 62, Brief bladzijde 2. Ministerie van Infrastructuur en Waterstaat (28 mei 2018). Gearchiveerd op 28 oktober 2018. Geraadpleegd op 2 juni 2018. “In de Kamerbrief over de uitrolstrategie (Kamerstuk 33 652, nr. 45) is aangegeven dat het in de rede ligt ERTMS geleidelijk op het hele Nederlandse spoorwegnet uit te rollen, te beginnen op dat deel van het spoor waar het de meeste maatschappelijke baten heeft. Gegeven de actuele inzichten van de planuitwerking is te verwachten dat de landelijke uitrol tot circa 2050 in beslag neemt.” .
86. 1 2 3 4 5 6 7 8  De Staatssecretaris van Infrastructuur en Waterstaat S. van Veldhoven-van der Meer, Negende voortgangsrapportage programma ERTMS (pdf). Stukken Tweedekamer, vergaderjaar 2018/19, nr. 33 652 - 63, Rapportage bladzijde 18 (19 oktober 2018). Gearchiveerd op 10 april 2023.
87. ↑  De Staatssecretaris van Infrastructuur en Waterstaat S. van Veldhoven-van der Meer, Negende voortgangsrapportage programma ERTMS (pdf). Stukken Tweedekamer, vergaderjaar 2018/19, nr. 33 652 - 63, Rapportage bladzijde 13 (19 oktober 2018). Gearchiveerd op 10 april 2023. “[in scope is het] Operationeel harmoniseren van het bestaande ERTMS-baanvak Amsterdam-Utrecht, opdat machinisten ervaring kunnen opdoen met rijden onder ERTMS, baseline 3”
88. ↑  Staatssecretaris van infrastructuur en waterstaat S. van Veldhoven - Van der Meer, Kamerbrief over Programmabeslissing ERTMS (pdf) 2. Ministerie van Infrastructuur en Waterstaat (17 mei 2019). Gearchiveerd op 1 juli 2023. “Om ERTMS tot 2050 landelijk uit te rollen zijn aanvullende middelen nodig bovenop de middelen die nu beschikbaar zijn in de reeksen voor beheer, onderhoud en vervanging en het huidige programma ERTMS. Ik reserveer nu € 100 mln per jaar (inclusief BTW) vanaf 2031 om de vervanging van ATB door ERTMS en het beheer en onderhoud ook na 2030 te bekostigen.”
89. 1 2  Staatssecretaris van infrastructuur en waterstaat S. van Veldhoven - Van der Meer, Kamerbrief over ERTMS op de Noordelijke lijnen (pdf) 1-2. Ministerie van Infrastructuur en Waterstaat (20 mei 2021). Gearchiveerd op 6 april 2023. Geraadpleegd op 6 april 2023. “... [Mijn] voornemen [is om] de regionale lijnen in de provincies Groningen en Fryslân voor 2030 te voorzien van ERTMS en daarmee de scope van het Programma ERTMS uit te breiden. (...) Het huidige treinbeveiligingssysteem op alle regionale lijnen in de provincies Groningen en Fryslân (ATB Nieuwe Generatie, ATB NG) toe is aan vervanging. Investeringen in het oude systeem dat op den duur alsnog zal moeten worden vervangen door ERTMS, kunnen worden vermeden door vervroegd ERTMS aan te leggen. (...) [De] kans bestaat dat de aanpassing van de bestaande ERTMS op het proefbaanvak Hanzelijn (harmonisering) later dan gepland gereed is en ik mij in overleg met de spoorpartijen op mitigerende maatregelen beraadde. Een vroege uitrol van ERTMS op de Noordelijke lijnen biedt de kans om op een eenvoudig baanvak buiten de Randstad te starten en het integrale proefbedrijf met NS op de Hanzelijn te ontlasten. (...) Concreet gaat het om de vervanging van ATB NG op alle regionale lijnen in de provincies Groningen en Fryslân. Bij elkaar zo’n 270 kilometer enkelspoor, waarbij de aanleg van ERTMS in de infrastructuur nu is geraamd op circa € 315 mln.”
90. ↑  Marieke van Gompel, Programmadirecteur: succes uitrol ERTMS zit in samenwerking. SpoorPRO (15 november 2018 om 10.24). Gearchiveerd op 1 juli 2023. Geraadpleegd op 11 maart 2020. “Esmé Kalshoven, implementatiemanager ERTMS bij NS, wijst erop dat de Sprinter Nieuwe Generatie (SNG) van treinfabrikant CAF de eerste treinserie van NS voor het hoofdspoorwegnet is die met ERTMS uitgerust zal zijn.”
91. ↑  Paul van den Bogaard, NS start aanbesteding ERTMS-retrofit in dubbeldekkertreinen. SpoorPro (13 januari 2020). Gearchiveerd op 1 juli 2023.
92. ↑  NS Groep N.V., ERTMS Retrofit - VIRM. tendernet.nl (10 januari 2020). Gearchiveerd op 28 januari 2022. “De Scope of Supply van de aanbesteding betreft de retrofit van het VIRM materieel met ERTMS On-Board Equipment (OBE), voorzien van ERTMS/ETCS Level 2 Baseline 3 R2 en ATB-EG functionaliteit (door middel van een STM). De leverancier is integraal verantwoordelijk voor de retrofit van het VIRM materieel, zodanig dat deze voldoet aan gestelde vereisten, getest, toegelaten en tijdig geschikt is voor commerciële inzet onder ATB-EG en ERTMS, op zowel bestaande als toekomstige (ERTMS-Only) infrastructuur. In de scope wordt tevens rekening gehouden met toekomstige ontwikkelingen, zoals ERTMS hybride Level 3.”
93. ↑  Prorail zet belangrijke stap in realisatie ertms. Prorail (28 april 2020). Gearchiveerd op 24 juni 2023. “28 april 2020 start ProRail de aanbesteding voor de leverancier van het Central Safety System (CSS), het hart van het digitale treinbeveiligingssysteem ERTMS. Het contract heeft een waarde van 300 tot 400 miljoen euro (...) Daarmee maakt de spoorsector de stap van een analoog naar een digitaal spoor. Van hardware naar bits en bites. Het aan te besteden Central Safety System (CSS) vormt de kern van de beveiliging aan de kant van de infrastructuur.”
94. ↑  Marieke van Gompel, ERTMS-tender van honderden miljoenen op de markt gezet (28 april 2020). Gearchiveerd op 1 juli 2023. “Het CSS kent een centraal deel (Radio Block Centers, interlockings) dat in datacentra van ProRail zal worden geplaatst en een decentraal deel (object controllers, Lineside Electronic Units, balises) dat in of bij de spoorbaan zal worden geplaatst. Daartussen ligt het signalling network voor Level 2 Baseline 3 dat niet door de opdrachtnemer zal worden geleverd. De opdracht betreft ook het werken aan doorontwikkelingen zoals Hybrid Level 3 en EULYNX, een Europees initiatief voor standaardisatie van beveiligingssystemen voor het spoor.”
95. ↑  Prorail, Nu minder gedoe van R'dam naar Duitsland (8 december 2014). Gearchiveerd op 28 februari 2019. Geraadpleegd op 27 februari 2019. “Het ministerie van Infrastructuur en Milieu (IenM) heeft ProRail opdracht gegeven de nieuwe [ERTMS-]apparatuur te installeren bij spooremplacement Kijfhoek nabij Rotterdam (wat afgelopen oktober gebeurde) en Zevenaar, wat dit weekend werd afgerond.”
96. ↑  (en) Quintus Vosman, Betuweroute ERTMS rollout completed. International Railway Journal (11 december 2014).
97. ↑  ERTMS: Aanbesteding Kijfhoek – Belgische grens van start; Prorail 20 december 2023
98. 1 2 3  ProRail, Netverklaring 2023 (pdf). https://www.prorail.nl/samenwerken/vervoerders/netverklaring p 202, kopje Uitrolplanning (30 juni 2022). Gearchiveerd op 17 oktober 2022. Geraadpleegd op 17 oktober 2022.
99. ↑  ProRail, Waar komt ERTMS. Geraadpleegd op 12 september 2024.
100. ↑  ProRail, ProRail ontvangt opdracht studie landelijke uitrol (8 maart 2022). Geraadpleegd op 4 april 2022. “In de opdrachtbrief heeft IenW ProRail gevraagd een studie uit te voeren naar de landelijke uitrol van ERTMS, waarin rekening wordt gehouden met de volgende facetten:
een landelijke uitrolvolgorde
en ontmantelingsplan op vervoersysteemniveau voor ATB EG en ATB NG
versnellen van de landelijke uitrol t.o.v. 2050 naar 2040”
101. ↑  (en) Svilengrad - Turkey upgrading completed. Railwaygazette (9 mei 2013). Gearchiveerd op 21 oktober 2020.
102. ↑  (en) First Alstom ERTMS line begins service in Denmark. railway-technology (18 december 2019). Gearchiveerd op 8 april 2023.
103. 1 2 3 4 5 6 7 8 9 10 11 12  (en) Deployment world map. Unife. Gearchiveerd op 8 april 2023.
104. ↑  (de) Deutschland lenkt im ERTMS-Streit ein. Verkehrsrundschau (1 maart 2013). “Die Bundesregierung hat sich nach Jahren der Weigerung nun dazu entschlossen, das europäische Signalsystem zur Zugsicherung auch in Deutschland einzuführen.”
105. 1 2 3 4 5 6  Staatssecretaris van Infrastructuur en Milieu, Twaalfde voortgangsrapportage ERTMS (pdf) bladzijden 8 en 9 (1 april 2020). Gearchiveerd op 13 maart 2022. Geraadpleegd op 6 april 2023.
106. ↑  (en) Mr Georges Friden, Ambassador - Permanent Representative of Luxembourg to the European Union, ERTMS national implementation plan, Luxumbourg pagina 2 (27 april 2018). Gearchiveerd op 27 oktober 2020. “Since 1 Juli 2017, CFL’s management has required all locomotives or control cars included in an application for authorisation for placing in service on the national rail infrastructure to have ETCS equipment. From 1 January 2020, it will be mandatory for all rolling stock equipped with a driving cab to operate within the ETCS.”
107. 1 2 3 4 5  (en) Unife, ERTMS Factsheet nr 4 (pdf).
108. ↑  (no) Jernbaneverket, ERTMS-prøvestrekning offisielt åpnet (13 december 2013). Gearchiveerd op 9 april 2023. “Onsdag 11.desember ble prøvestrekningen for framtidas signalsystem offisielt tatt i bruk.”
109. ↑  (en) Norwegian ERTMS pilot line goes live. Railwaygazette (19 december 2013). Gearchiveerd op 21 oktober 2020. “Infrastructure manager Jernbaneverket has inaugurated its pilot project for the European Rail Traffic Management System on the Rakkestad - Sarpsborg branch of the Østfoldbanen southeast of Oslo.”
110. ↑  (no) Njål Svingheim, Østre linje klargjøres for framtidas signalsystem. Jernbaneverket (8 juni 2015). Gearchiveerd op 30 oktober 2020.
111. ↑  (en) ERTMS - National implementation plan (pdf) bladzijde 4. Jernbaneverket. Gearchiveerd op 27 oktober 2020. “The target is to implement ERTMS on the complete national railway network.”
112. ↑  (en) Clive Kessell, Norway to go Nationwide ERTMS. Railengineer (1 juni 2015). Gearchiveerd op 23 juni 2017.
113. ↑  (no) Bane NOR, Nasjonal Signalplan 2020 (2020). Gearchiveerd op 17 juli 2021. Geraadpleegd op 2 juli 2020.
114. 1 2  (de) ÖBB, Streckenausrüstung mit ETCS (pdf) (24 november 2014).
115. 1 2 3 4 5  (en) Unife, ERTMS Factsheet nr 5 (pdf).
116. ↑  (de) Markus Bolli; Markus F. Rothbauer, ERTMS/ETCS – die Zukunft hat begonnen (pdf). Signal und Draht 101 (maart 2009). Gearchiveerd op 1 juli 2023.
117. ↑  (en) Swedes unveil first ETCS Level 3 application. Railwaygazette (24 april 2012). Gearchiveerd op 21 oktober 2020.
118. ↑  permalink openrailwaymap Campeche - Cancún; openrailwaymap, geraadpleegd 15 april 2024 (Op het Campeche - Cancún traject wordt ERTMS geïnstalleerd)
119. ↑  (en) Marmaray tunnel opens to link Europe with Asia. Railwaygazette (29 oktober 2013). Gearchiveerd op 21 november 2020.
120. ↑  (en) Union of European Railway Industries (Unife), Unife.
121. ↑  (en) Railway Operational Communications Industry Group.
122. ↑  (en) Alstom, Atlas, ERTMS signalling solution.
123. ↑  (en) Ansaldo STS, Main Lines and Freight. Gearchiveerd op 8 april 2023.
124. ↑  (en) Bombardier, Main Line Solutions. Gearchiveerd op 27 januari 2022.
125. ↑  (en) CAF Signalling, Signalling. Gearchiveerd op 23 september 2015.
126. ↑  (en) AngelStar, GUARDIA ETCS Solutions. Gearchiveerd op 15 april 2023. “AngelStar is an international engineering company specialized in the design, development and supply of ERTMS onboard signaling and control solutions for the world’s railways. AngelStar is a joint venture between the two leading railway companies, MERMEC (www.mermecgroup.com) and STADLER (www.stadlerrail.com)”
127. ↑  (en) Siemens, European Train Control System (ETCS). Gearchiveerd op 31 mei 2023.
128. ↑  (en) Thales, Train control (ETCS)s. Gearchiveerd op 6 april 2023.